# 슈퍼 전대 목록
이 문서는 슈퍼 전대 시리즈에 관한 목록이다

#### 시리즈
| 순번 | 제목                                       | 원어                                                 | 한국 수입명                       | 미국 수입명                          |
| ---- | ------------------------------------------ | ---------------------------------------------------- | --------------------------------- | ------------------------------------ |
| 1    | 비밀전대 고레인저                          | 秘密戦隊 ゴレンジャー                                | 없음                              | 없음                                 |
| 2    | 잭커 전격대                                | ジャッカー 電撃隊                                    | 없음                              | 없음                                 |
| 3    | 배틀 피버 J                                | バトルフィーバー J                                   | 없음                              | 없음                                 |
| 4    | 전자전대 덴지맨                            | 電子戦隊 デンジマン                                  | 없음                              | 없음                                 |
| 5    | 태양전대 선발칸                            | 太陽戦隊 サンバルカン                                | 없음                              | 없음                                 |
| 6    | 대전대 고글파이브                          | 大戦隊 ゴーグルファイブ                              | 지구특공대 가글파이브             | 없음                                 |
| 7    | 과학전대 다이너맨                          | 科学戦隊 ダイナマン                                  | 없음                              | 없음                                 |
| 8    | 초전자 바이오맨                            | 超電子 バイオマン                                    | 우주특공대 바이오맨               | 없음                                 |
| 9    | 전격전대 체인지맨                          | 電撃戦隊 チェンジマン                                | 전격전대 체인지맨                 | 없음                                 |
| 10   | 초신성 플래시맨                            | 超新星 フラッシュマン                                | 지구방위대 후뢰시맨               | 없음                                 |
| 11   | 광전대 마스크맨                            | 光戦隊 マスクマン                                    | 빛의 전사 마스크맨                | 없음                                 |
| 12   | 초수전대 라이브맨                          | 超獣戦隊 ライブマン                                  | 평화의 전사 라이브맨              | 없음                                 |
| 13   | 고속전대 터보레인저                        | 高速戦隊 ターボレンジャー                            | 터보유격대                        | 없음                                 |
| 14   | 지구전대 파이브맨                          | 地球戦隊 ファイブマン                                | 없음                              | 없음                                 |
| 15   | 조인전대 제트맨                            | 鳥人戦隊 ジェットマン                                | 없음                              | 없음                                 |
| 16   | 공룡전대 쥬레인저                          | 恐竜戦隊 ジュウレンジャー                            | 무적 파워레인저                   | Mighty morphin power ranger season 1 |
| 17   | 오성전대 다이레인저                        | 五星戦隊 ダイレンジャー                              | 없음                              | Mighty morphin power ranger season 2 |
| 18   | 닌자전대 카쿠레인저                        | 忍者戦隊 カクレンジャー                              | 없음                              | Mighty morphin alien ranger          |
| 19   | 초력전대 오레인저                          | 超力戦隊 オーレンジャー                              | 없음                              | Power ranger Zeo                     |
| 20   | 격주전대 카레인저                          | 激走戦隊 カーレンジャー                              | 없음                              | Power ranger Turbo                   |
| 21   | 전자전대 메가레인저                        | 電磁戦隊 メガレンジャー                              | 메가레인저                        | Power ranger in Space                |
| 22   | 성수전대 긴가맨                            | 星獣戦隊 ギンガマン                                  | 없음                              | Power ranger lost Galaxy             |
| 23   | 구급전대 고고파이브                        | 救急戦隊 ゴーゴーファイブ                            | 파워레인저 레스큐                 | Power ranger Light speed rescue      |
| 24   | 미래전대 타임레인저                        | 未来戦隊 タイムレンジャー                            | 없음                              | Power ranger Time force              |
| 25   | 백수전대 가오레인저                        | 百獣戦隊 ガオレンジャー                              | 파워레인저 정글포스               | Power ranger Wild force              |
| 26   | 인풍전대 허리케인저                        | 忍風戦隊 ハリケンジャー                              | 없음                              | Power ranger Ninja storm             |
| 27   | 폭룡전대 아바레인저                        | 爆竜戦隊 アバレンジャー                              | 파워레인저 다이노썬더             | Power ranger Dino thunder            |
| 28   | 특수전대 데카레인저                        | 特捜戦隊 デカレンジャー                              | 파워레인저 S.P.D                  | Power ranger S.P.D                   |
| 29   | 마법전대 마지레인저                        | 魔法戦隊 マジレンジャー                              | 파워레인저 매직포스               | Power ranger Mystic force            |
| 30   | 굉굉전대 보우켄저                          | 轟轟戦隊 ボウケンジャー                              | 파워레인저 트레저포스             | Power ranger Operation Overdrive     |
| 31   | 수권전대 게키레인저                        | 獣拳戦隊 ゲキレンジャー                              | 파워레인저 와일드스피릿           | Power ranger Jungle Fury             |
| 32   | 염신전대 고온저                            | 炎神戦隊 ゴーオンジャー                              | 파워레인저 엔진포스               | Power ranger RPM                     |
| 33   | 사무라이전대 신켄자                        | 侍戦隊 シンケンジャー                                | 없음                              | Power ranger Samurai, Super Samurai  |
| 34   | 천장전대 고세이저                          | 天装戦隊 ゴセイジャー                                | 파워레인저 미라클포스             | Power ranger Mega force              |
| 35   | 해적전대 고카이저                          | 海賊戦隊 ゴーカイジャー                              | 파워레인저 캡틴포스               | Power ranger Super Mega force        |
| 36   | 특명전대 고버스터즈                        | 特命戦隊 ゴーバスターズ                              | 파워레인저 고버스터즈             | Power ranger Beast Morpher           |
| 37   | 수전전대 쿄류저                            | 獣電戦隊 キョウリュウジャー                          | 파워레인저 다이노포스             | Power ranger Dino charge             |
| 38   | 열차전대 토큐저                            | 烈車戦隊 トッキュウジャー                            | 파워레인저 트레인포스             | 없음                                 |
| 39   | 수리검전대 닌닌저                          | 手裏剣戦隊 ニンニンジャー                            | 파워레인저 닌자포스               | Power ranger Ninja Steel             |
| 40   | 동물전대 쥬오우저                          | 動物戦隊 ジュウオウジャー                            | 파워레인저 애니멀포스             | 없음                                 |
| 41   | 우주전대 큐레인저                          | 宇宙戦隊 キュウレンジャー                            | 파워레인저 갤럭시포스             | Power rangers Cosmic Fury            |
| 42   | 쾌도전대 루팡레인저 VS 경찰전대 패트레인저 | 快盜戦隊 ルパンレンジャー VS 警察戦隊 パトレンジャー | 파워레인저 루팡포스 VS 패트롤포스 | 없음                                 |
| 43   | 기사룡전대 류소우저                        | 騎士竜戦隊 リュウソウジャー                          | 파워레인저 다이노소울             | Power ranger Dino Fury               |
| 44   | 마진전대 키라메이저                        | 魔進戦隊 キラメイジャー                              | 없음                              | 없음                                 |
| 45   | 기계전대 젠카이저                          | 機界戦隊ゼンカイジャー                               | 파워레인저 젠카이저               | 없음                                 |
| 46   | 아바타로전대 돈브라더즈                    | 暴太郎戦隊ドンブラザーズ                             | 파워레인저 돈브라더즈             | 없음                                 |
| 47   | 임금님전대 킹오저                          | 王様戦隊 キングオージャー                            | 파워레인저 킹덤포스               | 없음                                 |
| 48   | 폭상전대 분붐저                            | 爆上戦隊 ブンブンジャー                              | 파워레인저 붐붐포스               | 없음                                 |
| 49   | 넘버원전대 고쥬저                          | ナンバーワン戦隊 ゴジュウジャー                      |                                   | 없음                                 |

| 국가 | 제목                                      | 한국수입명 | 일본수입명                             |
| ---- | ----------------------------------------- | ---------- | -------------------------------------- |
| 일본 | 비공인전대 아키바레인저                   | 없음       | 당국                                   |
| 한국 | 파워레인저 다이노포스 브레이브(일본 협찬) | 당국       | 獸電戦隊 キョウリュウジャー ＢＲＡＶＥ |

## 극장판
| 개봉년 | 제목                                                          | 한국 수입명                                                         |
| ------ | ------------------------------------------------------------- | ------------------------------------------------------------------- |
| 1979년 | 잭커 전격대 VS 비밀전대 고레인저                              | X                                                                   |
| 1996년 | 초력전대 오레인저 VS 카쿠레인저                               | X                                                                   |
| 1997년 | 격주전대 카레인저 VS 오레인저                                 | X                                                                   |
| 1998년 | 전자전대 메가레인저 VS 카레인저                               | X                                                                   |
| 1999년 | 성수전대 긴가맨 VS 메가레인저                                 | X                                                                   |
| 2000년 | 구급전대 고고파이브 VS 긴가맨                                 | X                                                                   |
| 2000년 | 미래전대 타임레인저 VS 고고파이브                             | X                                                                   |
| 2001년 | 백수전대 가오레인저 VS 슈퍼전대                               | X                                                                   |
| 2002년 | 인풍전대 허리케인저 VS 가오레인저                             | X                                                                   |
| 2003년 | 폭룡전대 아바레인저 VS 허리케인저                             | X                                                                   |
| 2004년 | 특수전대 데카레인저 VS 아바레인저                             | X                                                                   |
| 2005년 | 마법전대 마지레인저 VS 데카레인저                             | X                                                                   |
| 2006년 | 굉굉전대 보우켄저 VS 슈퍼전대                                 | X                                                                   |
| 2007년 | 수권전대 게키레인저 VS 보우켄저                               | X                                                                   |
| 2008년 | 염신전대 고온저 VS 게키레인저                                 | 파워레인저 엔진포스 VS 와일드스피릿                                 |
| 2009년 | 사무라이전대 신켄저 VS 고온저 은막 BANG!!                     | x                                                                   |
| 2010년 | 천장전대 고세이저 VS 신켄저 Epic on 은막                      | x                                                                   |
| 2011년 | 고카이저 고세이저 슈퍼전대 199히어로 대결전                   | 파워레인저 캡틴포스 VS 미라클포스 199히어로 대결전                  |
| 2012년 | 해적전대 고카이저 VS 우주형사 갸반                            | 파워레인저 캡틴포스 VS 우주형사 갸반                                |
| 2013년 | 특명전대 고버스터즈 VS 해적전대 고카이저 THE MOVIE            | 파워레인저 고버스터즈 VS 캡틴포스 THE MOVIE                         |
| 2014년 | 수전전대 쿄류저 VS 고버스터즈 공룡대결전 안녕히 영원한 친구여 | 파워레인저 다이노포스 VS 고버스터즈 공룡대결전 안녕히 영원한 친구여 |
| 2015년 | 열차전대 토큐저 VS 쿄류저 THE MOVIE                           | 파워레인저 트레인포스 VS 다이노포스 THE MOVIE                       |
| 2016년 | 수리검전대 닌닌저 VS 토큐저 THE MOVIE 닌자 인 원더랜드        | 파워레인저 닌자포스 VS 트레인포스 THE MOVIE 닌자 인 원더랜드        |
| 2017년 | 동물전대 쥬오우저 VS 닌닌저 미래에서의 메시지 from 슈퍼전대   | 파워레인저 애니멀포스 VS 닌자포스 미래에서의 메시지 from 파워레인저 |
| 2018년 | 우주전대 큐레인저 VS 스페이스 스쿼드                          | 파워레인저 갤럭시포스 VS 스페이스 스쿼드                            |
| 2019년 | 루팡레인저 VS 패트레인저 VS 큐레인저                          | x                                                                   |
| 2020년 | 기사룡전대 류소저 VS 루팡레인저 VS 패트레인저                 | 파워레인저 다이노소울 VS 루팡포스 VS 패트롤포스                     |
| 2021년 | 마진전대 키라메이저 VS 류소저 THE MOVIE                       | x                                                                   |
| 2022년 | 기계전대 젠카이저 VS 키라메이저 VS 센파이저 THE MOVIE         | x                                                                   |
| 2023년 | 아바타로전대 돈브라더즈 VS 젠카이저: THE MOVIE                | x                                                                   |
| 2024년 | 임금님전대 킹오저 VS 돈브라더즈                               | x                                                                   |
| 2024년 | 임금님전대 킹오저 VS 쿄류저                                   | x                                                                   |
| 2025년 | 폭상전대 분붐저 VS 킹오저: THE MOVIE                          | x                                                                   |

## 메카닉

### 백수전대 가오레인저
| 이름                       | 사용자      | 현지화 이름                  | 합체                                                    |
| -------------------------- | ----------- | ---------------------------- | ------------------------------------------------------- |
| 가오 라이온                | 가오 레드   | 정글 라이온                  | 가오 킹, 가오 켄타우로스                                |
| 가오 이글                  | 가오 옐로   | 정글 이글                    | 가오 킹, 가오 머슬, 가오 나이트                         |
| 가오 샤크                  | 가오 블루   | 정글 샤크                    | 가오 킹, 가오 켄타우로스, 가오 나이트                   |
| 가오 바이슨                | 가오 블랙   | 정글 바이슨                  | 가오 킹, 가오 머슬, 가오 나이트                         |
| 가오 타이가                | 가오 화이트 | 정글 타이거                  | 가오 킹, 가오 켄타우로스, 가오 나이트                   |
| 가오 울프                  | 가오 실버   | 정글 울프                    | 가오 헌터                                               |
| 가오 헤머해드              | 가오 실버   | 정글 헤머해드                | 가오 헌터                                               |
| 가오 리게이터              | 가오 실버   | 정글 엘리게이터              | 가오 헌터                                               |
| 가오 고릴라                | 가오 레드   | 정글 고릴라                  | 가오 머슬                                               |
| 가오 팔콘                  | 가오 레드   | 정글 팔콘                    | 가오 이카로스                                           |
| 가오 폴라, 가오 베어       | 가오 옐로   | 정글 폴라, 정글 베어         | 가오 킹 더블 너클, 가오 머슬                            |
| 가오 지라프                | 가오 블루   | 정글 지라프                  | 가오 킹 스피어, 가오 이카로스                           |
| 가오 라이노스, 가오 마지로 | 가오 블랙   | 정글 라이노, 정글 아르마딜로 | 가오 킹 스트라이커, 가오 머슬 스트라이커, 가오 이카로스 |
| 가오 디어스                | 가오 화이트 | 정글 디어스                  | 가오 킹 크로스 혼, 가오 이카로스                        |
| 가오 엘리펀트              | 가오 화이트 | 정글 엘리펀트                | 가오 킹 소드&실드, 가오 켄타우로스, 가오 나이트         |
| 소울버드                   | 전원        | 동일                         |                                                         |
| 가오 콩                    | 불명        | 정글 킹콩                    | 가오 나이트                                             |

### 폭룡전대 아바레인저
| 이름                  | 사용자                      | 합체     |
| --------------------- | --------------------------- | -------- |
| 폭룡 티라노사우루스   | 아바 레드                   | 아바렌오 |
| 폭룡 트리케라톱스     | 아바레 블루                 | 아바렌오 |
| 폭룡 프테라노돈       | 아바레 옐로                 | 아바렌오 |
| 폭룡 브라키오사우루스 | 아바레 블랙                 | 없음     |
| 폭룡 라이드 랩터      | 아바 레드, 블루, 옐로, 블랙 | 없음     |
| 폭룡 톱 게이라        | 아바레 킬러                 | 키라오   |
| 폭룡 스테고슬라이돈   | 아바레 킬러                 | 아바렌오 |
| 폭룡 파키케로너글스   | 공용                        | 아바렌오 |
| 폭룡 디메노코돈       | 공용                        | 아바렌오 |
| 폭룡 파이어노코돈     | 공용                        | 아바렌오 |
| 폭룡 파라사로키루     | 공용                        | 아바렌오 |
| 폭룡 안킬로베루스     | 공용                        | 아바렌오 |
| 폭룡 스티라코사우루스 | 공용                        | 맥스류오 |

### 특수전대 데카레인저
| 이름            | 사용자        | 합체                                   |
| --------------- | ------------- | -------------------------------------- |
| 패트 스트라이커 | 데카 레드     | 데카레인저 로보, 슈퍼 데카레인저 로보  |
| 패트 아머       | 데카 옐로     | 데카레인저 로보, 슈퍼 데카레인저 로보  |
| 패트 시그널     | 데카 핑크     | 데카레인저 로보, 슈퍼 데카레인저 로보  |
| 패트 자이로     | 데카 그린     | 데카레인저 로보, 슈퍼 데카레인저 로보  |
| 패트 레일러     | 데카 블루     | 데카레인저 로보, 슈퍼 데카레인저 로보  |
| 데카 바이트     | 데카 브레이크 | 데카 바이크 로보, 슈퍼 데카레인저 로보 |
| 패트 윙 1       | 데카 레드     | 데카 윙 로보                           |
| 패트 윙 2       | 데카 블루     | 데카 윙 로보                           |
| 패트 윙 3       | 데카 그린     | 데카 윙 로보                           |
| 패트 윙 4       | 데카 옐로     | 데카 윙 로보                           |
| 패트 윙 5       | 데카 핑크     | 데카 윙 로보                           |

### 마법전대 마지레인저
| 이름            | 사용자      | 한국이름        | 합체                 |
| --------------- | ----------- | --------------- | -------------------- |
| 마지 피닉스     | 마지 레드   | 매직 피닉스     | 마지 킹              |
| 마지 가루다     | 마지 옐로   | 매직 가루다     | 마지 킹, 마지 드래곤 |
| 마지 머매이드   | 마지 블루   | 매직 머매이드   | 마지 킹, 마지 드래곤 |
| 마지 페어리     | 마지 핑크   | 매직 페어리     | 마지 킹, 마지 드래곤 |
| 마지 타우루스   | 마지 그린   | 매직 타우루스   | 마지 킹, 마지 드래곤 |
| 마도마 바리키온 | 마지 울자드 | 매직 바리키온   | 울 카이저            |
| 울자드          | 마지 울자드 | 매직 울자드     | 울 카이저            |
| 트라베리온      | 마지 샤인   | 원작과 동일     | 트라베리온           |
| 마지 파이어버드 | 마지 레드   | 매직 파이어버드 | 마지 레전드          |
| 마지 라이온     | 마지 마더   | 매직 라이온     | 마지 레전드          |

### 굉굉전대 보우켄저
| 이름        | 숫자 | 사용자      | 합체                                           |
| ----------- | ---- | ----------- | ---------------------------------------------- |
| 고고 덤프   | 1    | 보우켄 레드 | 다이보우켄, 슈퍼 다이보우켄, 얼티밋 다이보우켄 |
| 고고 포뮬러 | 2    | 보우켄 블랙 | 다이보우켄, 슈퍼 다이보우켄, 얼티밋 다이보우켄 |
| 고고 자이로 | 3    | 보우켄 블루 | 다이보우켄, 슈퍼 다이보우켄, 얼티밋 다이보우켄 |
| 고고 도저   | 4    | 보우켄 옐로 | 다이보우켄, 슈퍼 다이보우켄, 얼티밋 다이보우켄 |
| 고고 마린   | 5    | 보우켄 핑크 | 다이보우켄, 슈퍼 다이보우켄, 얼티밋 다이보우켄 |
| 고고 드릴   | 6    | 보우켄 레드 | 다이탄켄, 슈퍼 다이보우켄, 얼티밋 다이보우켄   |
| 고고 쇼벨   | 7    | 보우켄 핑크 | 다이탄켄, 슈퍼 다이보우켄, 얼티밋 다이보우켄   |
| 고고 믹서   | 8    | 보우켄 블루 | 다이탄켄, 슈퍼 다이보우켄, 얼티밋 다이보우켄   |
| 고고 크레인 | 9    | 보우켄 블랙 | 다이탄켄, 슈퍼 다이보우켄, 얼티밋 다이보우켄   |
| 고고 제트   | 10   | 보우켄 레드 | 다이탄켄, 얼티밋 다이보우켄                    |
| 고고 파이어 | 11   | 보우켄 실버 | 사이렌 빌더                                    |
| 고고 에이더 | 12   | 보우켄 실버 | 사이렌 빌더                                    |
| 고고 폴리스 | 13   | 보우켄 실버 | 사이렌 빌더                                    |
| 고고 커맨더 | 14   | 보우켄 레드 | 다이보이저                                     |
| 고고 캐리어 | 15   | 보우켄 블랙 | 다이보이저                                     |
| 고고 파이터 | 16   | 보우켄 블루 | 다이보이저                                     |
| 고고 어택커 | 17   | 보우켄 옐로 | 다이보이저                                     |
| 고고 로더   | 18   | 보우켄 핑크 | 다이보이저                                     |

### 수권전대 게키레인저
| 이름          | 사용자         | 한국 이름       | 합체                                     |
| ------------- | -------------- | --------------- | ---------------------------------------- |
| 게키 타이가   | 게키 레드      | 와일드 타이거   | 게키토우쟈                               |
| 게키 치타     | 게키 옐로      | 와일드 치타     | 게키토우쟈                               |
| 게키 재규아   | 게키 블루      | 와일드 재규어   | 게키토우쟈                               |
| 게키 우르프   | 게키 바이올렛  | 와일드 울프     | 게키토우쟈 울프                          |
| 게키 샤크     | 게키 레드      | 와일드 샤크     | 게키토우쟈 샤크, 게키파이아 샤크         |
| 게키 엘리펀트 | 게키 옐로      | 와일드 엘리펀트 | 게키토우쟈 엘리펀트, 게키파이아 엘리펀트 |
| 게키 배트     | 게키 블루      | 와일드 배트     | 게키토우쟈 배트, 게키파이아 배트         |
| 게키 고릴라   | 슈퍼 게키 레드 | 와일드 고릴라   | 게키파이아                               |
| 게키 펭귄     | 슈퍼 게키 옐로 | 와일드 펭귄     | 게키파이아                               |
| 게키 가제르   | 슈퍼 게키 블루 | 와일드 가젤     | 게키파이아                               |
| 린 라이온     | 리오           | 링 라이온       | 게키 린 토우쟈                           |
| 린 카멜레온   | 메레           | 링 카멜레온     | 게키 린 토우쟈                           |
| 사이다인      | 게키 쵸퍼      | 라이노세라스    | 사이다이오                               |

### 염신전대 고온저
| 이름                                  | 사용자    | 합체                                       |
| ------------------------------------- | --------- | ------------------------------------------ |
| 스피돌 (나미카와 다이스케 / 변현우)   | 고온 레드 | 엔진오, 엔진오 G6, 엔진오 G9, 엔진오 G12   |
| 버스온 (에가와 히사오] / 정재헌)      | 고온 블랙 | 엔진오, 엔진오 G6, 엔진오 G9, 엔진오 G12   |
| 배아르 V (이노우에 미키 / 박지윤)     | 고온 옐로 | 엔진오, 엔진오 G6, 엔진오 G9, 엔진오 G12   |
| 바르카 (호시 소이치로 / 엄상현)       | 고온 그린 | 건바르오, 엔진오 G6, 엔진오 G9, 엔진오 G12 |
| 건퍼드 (하마다 켄지 / 사성웅)         | 고온 블랙 | 건바르오, 엔진오 G6, 엔진오 G9, 엔진오 G12 |
| 캐리게이터 (츠쿠이 쿄세이 / 최낙윤)   | x         | 건바르오, 엔진오 G6, 엔진오 G9, 엔진오 G12 |
| 토리프터 (이시카와 시즈카 / 서유리)   | 고온 골드 | 세이쿠오, 엔진오 G9, 엔진오 G12            |
| 제트라스 (후루시마 키요타카 / 신용우) | 고온 실버 | 세이쿠오, 엔진오 G9, 엔진오 G12            |
| 점 보엘 (니시무라 토모미치 / 손종환)  | x         | 세이쿠오, 엔진오 G9, 엔진오 G12            |
| 키샤모스                              | x         | 쿄레츠오, 엔진오 G12                       |
| 티라인                                | x         | 쿄레츠오, 엔진오 G12                       |
| 케라인                                | x         | 쿄레츠오, 엔진오 G12                       |

### 사무라이전대 신켄쟈
| 이름            | 사용자    | 합체                                                |
| --------------- | --------- | --------------------------------------------------- |
| 시시 오리가미   | 신켄 레드 | 신켄오, 텐쿠 신켄오, 다이카이 신켄오, 사무라이 하오 |
| 류 오리가미     | 신켄 블루 | 신켄오, 텐쿠 신켄오, 다이카이 신켄오, 사무라이 하오 |
| 카메 오리가미   | 신켄 핑크 | 신켄오, 텐쿠 신켄오, 다이카이 신켄오, 사무라이 하오 |
| 쿠마 오리가미   | 신켄 그린 | 신켄오, 텐쿠 신켄오, 다이카이 신켄오, 사무라이 하오 |
| 사루 오리가미   | 신켄 옐로 | 신켄오, 텐쿠 신켄오, 다이카이 신켄오, 사무라이 하오 |
| 에비 오리가미   | 신켄 골드 | 다이카이오, 다이카이 신켄오, 사무라이 하오          |
| 카부토 오리가미 | 신켄 그린 | 다이 텐쿠, 텐쿠 신켄오, 사무라이 하오               |
| 카지키 오리가미 | 신켄 블루 | 다이 텐쿠, 텐쿠 신켄오, 사무라이 하오               |
| 토라 오리가미   | 신켄 레드 | 다이 텐쿠, 텐쿠 신켄오, 사무라이 하오               |
| 이카 오리가미   | 신켄 골드 | 다이 텐쿠, 텐쿠 신켄오, 사무라이 하오               |
| 쿄류 오리가미   | 신켄 레드 | 신켄오                                              |
| 우시 오리가미   | 신켄 레드 | 모규다이오, 사무라이 하오                           |

### 해적전대 고카이저
| 이름            | 전대                | 한국 이름     | 사용자      | 합체 |
| --------------- | ------------------- | ------------- | ----------- | --- |
| 고카이 갤리온   | 해적전대 고카이저   | 캡틴 갤리온   | 고카이 레드 | 고카이오, 마지 고카이오, 허리케인 고카이오, 데카 고카이오, 가오 고카이오, 신켄 고카이오, 고온 고카이오, 칸젠 고카이오 |
| 고카이 제트     | 해적전대 고카이저   | 캡틴 제트     | 고카이 블루 | 고카이오, 마지 고카이오, 허리케인 고카이오, 데카 고카이오, 가오 고카이오, 신켄 고카이오, 고온 고카이오                |
| 고카이 트레일러 | 해적전대 고카이저   | 캡틴 트레일러 | 고카이 옐로 | 고카이오, 마지 고카이오, 허리케인 고카이오, 데카 고카이오                                                             |
| 고카이 레이서   | 해적전대 고카이저   | 캡틴 레이서   | 고카이 그린 | 고카이오, 마지 고카이오, 허리케인 고카이오, 데카 고카이오, 가오 고카이오, 신켄 고카이오, 고온 고카이오                |
| 고카이 마린     | 해적전대 고카이저   | 캡틴 마린     | 고카이 핑크 | 고카이오, 마지 고카이오, 허리케인 고카이오, 데카 고카이오                                                             |
| 고카이 호수     | 해적전대 고카이저   | 캡틴 수호     | 고카이 실버 | 호수신, 칸젠 고카이오                                                                                                 |
| 마지 드레곤     | 마법전대 마지레인저 | 매직 드레곤   | 고카이 블루 | 마지 고카이오 |
| 패트 스트라이커 | 특수전대 데카레인저 | SP 스트라이커 | 고카이 그린 | 데카 고카이오 |
| 가오 라이온     | 백수전대 가오레인저 | 정글 라이온   | 고카이 레드 | 가오 고카이오, 신켄 고카이오                                                                                          |
| 풍뢰환          | 인풍전대 허리케인저 | 썬더 윈드     | 고카이 실버 | 허리케인 고카이오 |
| 염신 마하르콘   | 염신전대 고온저     | 엔진 마하팔콘 | 고카이 레드 | 고온 고카이오, 칸젠 고카이오                                                                                          |

### 수전전대 쿄류저
| 이름               | 사용자        | 합체                                                  |
| ------------------ | ------------- | ----------------------------------------------------- |
| 가브티라           | 쿄류 레드     | 쿄류진, 라이덴 쿄류진, 바쿠레즈 쿄류진, 기간트 쿄류진 |
| 파라사간(파라사건) | 쿄류 블랙     | 쿄류진 웨스턴, 기간트 쿄류진                          |
| 스테고치           | 쿄류 블루     | 쿄류진, 라이덴 쿄류진, 기간트 쿄류진                  |
| 자크토르(작토르)   | 쿄류 그린     | 쿄류진 웨스턴, 기간트 쿄류진                          |
| 드리케라(드릴케라) | 쿄류 핑크     | 쿄류진, 라이덴 쿄류진, 기간트 쿄류진                  |
| 프테라고돈         | 쿄류 골드     | 프테라이덴오, 라이덴 쿄류진                           |
| 안키돈             | 쿄류 시안     | 쿄류진 마초, 쿄류진 쿵푸                              |
| 붐파키             | 쿄류 그레이   | 쿄류진 쿵푸, 바쿠레즈 쿄류진                          |
| 프레즈온           | 쿄류 바이올렛 | 프레즈오, 바쿠레즈 쿄류진                             |
| 브라기가스         | 쿄류 실버     | 기간트 브라기오, 기간트 쿄류진                        |
| 토바스피노         | 쿄류 레드     | 스피노다이오                                          |

### 열차전대 토큐저
| 이름           | 사용자      | 한국 이름        | 합체                                              |
| -------------- | ----------- | ---------------- | ------------------------------------------------- |
| 레드 렛샤      | 토큐 1호    | 레드 트레인      | 토큐오, 초 토큐오, 초초 토큐다이오, 토큐 레인보우 |
| 블루 렛샤      | 토큐 2호    | 블루 트레인      | 토큐오, 초 토큐오, 초초 토큐다이오, 토큐 레인보우 |
| 옐로 렛샤      | 토큐 3호    | 옐로 트레인      | 토큐오, 초 토큐오, 초초 토큐다이오, 토큐 레인보우 |
| 그린 렛샤      | 토큐 4호    | 그린 트레인      | 토큐오, 초 토큐오, 초초 토큐다이오, 토큐 레인보우 |
| 핑크 렛샤      | 토큐 5호    | 핑크 트레인      | 토큐오, 초 토큐오, 초초 토큐다이오, 토큐 레인보우 |
| 탱크 렛샤      | 토큐 1호    | 탱크 트레인      | 디젤오, 초 토큐오, 초초 토큐다이오, 토큐 레인보우 |
| 카 캐리어 렛샤 | 토큐 3호    | 카 캐리어 트레인 | 디젤오, 초 토큐오, 초초 토큐다이오, 토큐 레인보우 |
| 디젤 렛샤      | 토큐 2호    | 디젤 트레인      | 디젤오, 초 토큐오, 초초 토큐다이오, 토큐 레인보우 |
| 폴리스 렛샤    | 토큐 4호    | 폴리스 트레인    | 토큐오 폴리스, 디젤오 폴리스, 토큐 레인보우       |
| 파이어 렛샤    | 토큐 5호    | 파이어 트레인    | 토큐오 파이어, 디젤오 파이어, 토큐 레인보우       |
| 빌드 렛샤      | 토큐 6호    | 크레인 트레인    | 빌드 다이오, 초초 토큐다이오, 토큐 레인보우       |
| 하이퍼 렛샤    | 전원        | 하이퍼 트레인    | 하이퍼 렛샤 테이오, 토큐 레인보우                 |
| 실드 렛샤      | 실드 트레인 | 공용             | 토큐오 실드, 디젤오 실드, 토큐 레인보우           |
| 드릴 렛샤      | 드릴 트레인 | 공용             | 토큐오 드릴, 디젤오 드릴, 토큐 레인보우           |

### 수리검전대 닌닌저
| 이름          | 사용자   | 한국 이름     | 합체                                                      |
| ------------- | -------- | ------------- | --------------------------------------------------------- |
| 시노비 마루   | 아카닌자 | 시노비 닌자   | 슈리켄진, 슈리켄진 드라고, 킹 슈리켄진, 패왕 슈리켄진     |
| 드라고 마루   | 아오닌자 | 드래곤 닌자   | 슈리켄진, 슈리켄진 드라고, 킹 슈리켄진, 패왕 슈리켄진     |
| 덤프 마루     | 키닌자   | 덤프 닌자     | 슈리켄진, 슈리켄진 드라고, 킹 슈리켄진, 패왕 슈리켄진     |
| 왕 마루       | 시로닌자 | 도그 닌자     | 슈리켄진, 슈리켄진 드라고, 킹 슈리켄진, 패왕 슈리켄진     |
| 뷴 마루       | 모모닌자 | 트레인 닌자   | 슈리켄진, 슈리켄진 드라고, 킹 슈리켄진, 패왕 슈리켄진     |
| 로데오 마루   | 스타닌자 | 로데오 닌자   | 바이슨킹, 킹 슈리켄진, 패왕 슈리켄진, 패왕 게키아츠다이오 |
| 바이슨킹 버기 | 스타닌자 | 원작과 동일   | 바이슨킹, 킹 슈리켄진, 패왕 슈리켄진, 패왕 게키아츠다이오 |
| 호우호우 마루 | 아카닌자 | 피닉스 마루   | 게키아츠다이오, 패왕 게키아츠다이오                       |
| 세이류 마루   | 아오닌자 | 뉴드래곤 닌자 | 게키아츠다이오, 패왕 게키아츠다이오                       |
| 겐부 마루     | 키닌자   | 터틀닌자      | 게키아츠다이오, 패왕 게키아츠다이오                       |
| 뱍코 마루     | 시로닌자 | 타이거 닌자   | 게키아츠다이오, 패왕 게키아츠다이오                       |
| 판다 마루     | 모모닌자 | 판다 닌자     | 게키아츠다이오, 패왕 게키아츠다이오                       |
| 마고이 마루   | 스타닌자 | 피쉬 닌자     | 게키아츠다이오, 패왕 게키아츠다이오                       |

### 동물전대 쥬오우저
| 이름              | 사용자          | 한국어 이름     | 합체                                                                                           |
| ----------------- | --------------- | --------------- | ---------------------------------------------------------------------------------------------- |
| 큐브 이그르       | 쥬오우 이글     | 큐브 이글       | 쥬오우 킹, 쥬오우 킹 옥토퍼스, 와일드 쥬오우 킹, 와일드 토우사이 킹, 와일드 토우사이 도데카 킹 |
| 큐브 샤쿠         | 쥬오우 샤크     | 큐브 샤크       | 쥬오우 킹, 쥬오우 킹 옥토퍼스, 와일드 쥬오우 킹, 와일드 토우사이 킹, 와일드 토우사이 도데카 킹 |
| 큐브 라이오느     | 쥬오우 라이온   | 큐브 라이온     | 쥬오우 킹, 쥬오우 킹 옥토퍼스, 와일드 쥬오우 킹, 와일드 토우사이 킹, 와일드 토우사이 도데카 킹 |
| 큐브 에리퍼트     | 쥬오우 엘리펀트 | 큐브 엘리펀트   | 쥬오우 와일드, 와일드 쥬오우 킹, 와일드 토우사이 킹, 와일드 토우사이 도데카 킹                 |
| 큐브 타이가       | 쥬오우 타이가   | 큐브 타이거     | 쥬오우 와일드, 와일드 쥬오우 킹, 와일드 토우사이 킹, 와일드 토우사이 도데카 킹                 |
| 큐브 고리라       | 쥬오우 고릴라   | 큐브 고릴라     | 쥬오우 와일드, 와일드 쥬오우 킹, 와일드 토우사이 킹, 와일드 토우사이 도데카 킹                 |
| 큐브 크로카다이르 | 쥬오우 더 월드  | 큐브 크로커다일 | 토우사이 쥬오, 와일드 토우사이 킹, 와일드 토우사오 도데카 킹                                   |
| 큐브 우르프       | 쥬오우 더 월드  | 큐브 울프       | 토우사이 쥬오, 와일드 토우사이 킹, 와일드 토우사오 도데카 킹                                   |
| 큐브 라이노       | 쥬오우 더 월드  | 큐브 라이노스   | 토우사이 쥬오, 와일드 토우사이 킹, 와일드 토우사오 도데카 킹                                   |
| 큐브 웨이르       | 쥬오우 웨일     | 큐브 웨일       | 도데카이오, 와일드 토우사이 도데카 킹                                                          |
| 큐브 키린         | 공용            | 큐브 기린       | 무장                                                                                           |
| 큐브 모구르       | 공용            | 큐브 모을       | 무장                                                                                           |
| 큐브 쿠우마       | 공용            | 큐브 베어       | 무장                                                                                           |
| 큐브 코우모리     | 공용            | 큐브 배트       | 무장                                                                                           |
| 큐브 후쿠로       | 공용            | 큐브 아울       | 미출연 무장                                                                                    |
| 큐브 시마우마     | 공용            | 큐브 지브라     | 미출연 무장                                                                                    |
| 큐브 효우         | 공용            | 큐브 레퍼드     | 미출연 무장                                                                                    |
| 큐브 카모노하시   | 공용            | 큐브 플래티퍼스 | 미출연 무장                                                                                    |

### 우주전대 큐레인저
| 이름              | 사용자            | 한국 이름       | 합체 |
| ----------------- | ----------------- | --------------- | --- |
| 시시 보이저       | 시시 레드         | 레오 보이저     | 큐렌오, 류테이 큐렌오, 큐타마진 |
| 사소리 보이저     | 사소리 오렌지     | 스콜피오 보이저 | 큐렌오 1-2-3-5-7, 1-2-4-6-7, 1-2-3-7-8, 1-2-7-8-9, 1-2-7-9-11, 1-2-4-5-6, 류테이오, 류테이 큐렌오, 큐타마진                                 |
| 오오카미 보이저   | 오오카미 블루     | 울프 보이저     | 큐렌오, 류테이오 3-4-10, 3-5-10, 3-6-10, 3-6-7-8-10, 류테이 큐렌오, 큐타마진                                                                |
| 텐빈 보이저       | 텐빈 골드         | 리브라 보이저   | 큐렌오 1-3-4-5-6, 1-4-6-8-9, 1-3-4-7-9, 1-2-4-6-7, 1-4-6-7-9, 1-4-5-7-9, 1-2-4-5-6, 류테이오 4-6-10, 3-4-10, 큐타마진                       |
| 오우시 보이저     | 오우시 블랙       | 옥스 보이저     | 큐렌오, 류테이오 3-5-10, 류테이 큐렌오, 큐타마진                                                                                            |
| 헤비츠카이 보이저 | 헤비츠카이 실버   | 오퓨크스 보이저 | 큐렌오 1-3-4-5-6, 1-3-6-7-9, 1-4-6-8-9, 1-2-4-6-7, 1-6-7-8-9, 1-4-6-7-9, 1-3-6-7-8-9, 1-2-4-5-6, 류테이오 4-6-10, 6-10-11, 3-6-10, 큐타마진 |
| 카멜레온 보이저   | 카멜레온 그린     | 동일            | 큐렌오, 류테이오 3-7-10, 7-9-10, 7-8-10, 류테이 큐렌오, 큐타마진                                                                            |
| 와시 보이저       | 와시 핑크         | 호크 보이저     | 큐렌오 1-3-5-8-9, 1-4-6-8-9, 1-2-3-7-8, 1-2-7-8-9, 1-6-7-8-9, 1-3-7-8-9, 1-3-6-7-8-9, 류테이오 8-9-10, 7-8-10, 큐타마진                     |
| 카지키 보이저     | 카지키 옐로       | 소드피쉬 보이저 | 큐렌오, 류테이오 7-9-10, 8-9-10, 류테이 큐렌오, 큐타마진                                                                                    |
| 류 보이저         | 류 커맨더         | 드래곤 보이저   | 류테이오, 류테이 큐렌오, 큐타마진 |
| 오오구마 보이저   | 코구마 스카이블루 | 베어 보이저     | 큐렌오 1-2-7-9-11, 1-2-3-5-11, 류테이오, 류테이 큐렌오, 큐타마진                                                                            |
| 호우호우 보이저   | 호우호우 솔저     | 피닉스 보이저   | 기간트 호우호우, 큐타마진 |

### 루팡레인저&패트레인저
| 이름                          | 사용자     | 합체                                                                            |
| ----------------------------- | ---------- | ------------------------------------------------------------------------------- |
| 레드 다이얼 파이터            | 루팡 레드  | 루팡카이저, 굿 쿨 카이저 VSX                                                    |
| 블루 다이얼 파이터            | 루팡 블루  | 루팡카이저, 굿 쿨 카이저 VSX                                                    |
| 옐로 다이얼 파이터            | 루팡 옐로  | 루팡카이저, 굿 쿨 카이저 VSX                                                    |
| 사이클론 다이얼 파이터        | 불명       | 루팡카이저 사이클론, 루팡카이저 사이클론 나이트                                 |
| 시저 & 블레이드 다이얼 파이터 | 불명       | 루팡카이저 나이트, 루팡카이저 사이클론 나이트                                   |
| 매직 다이얼 파이터            | 불명       | 루팡카이저 매직, 루팡카이저 스플래시 매직, 사이렌 루팡카이저, 빅토리 루팡카이저 |
| 빅토리 스트라이커             | 불명       | 빅토리 루팡카이저                                                               |
| 트리거 머신 1호               | 패트렌 1호 | 패트카이저, 굿 쿨 카이저 VSX                                                    |
| 트리거 머신 2호               | 패트렌 2호 | 패트카이저, 굿 쿨 카이저 VSX                                                    |
| 트리거 머신 3호               | 패트렌 3호 | 패트카이저, 굿 쿨 카이저 VSX                                                    |
| 트리거 머신 바이커            | 불명       | 패트카이저 바이커, 패트카이저 스트롱 바이커, 사이렌 패트카이저                  |
| 트리거 머신 크레인&드릴       | 불명       | 패트카이저 스트롱, 패트카이저 스트롱 바이커, 사이렌 패트카이저                  |
| 트리거 머신 스플래쉬          | 불명       | 루팡카이저 스플래쉬 매직, 사이렌 루팡카이저, 빅토리 루팡카이저                  |
| 사이렌 스트라이커             | 불명       | 사이렌 루팡카이저, 사이렌 패트카이저                                            |
| X 트레인 실버                 | 루팡 X     | 엑스엠페러, 굿 쿨 카이저 VSX                                                    |
| X 트레인 골드                 | 패트렌 X   | 엑스엠페러, 굿 쿨 카이저 VSX                                                    |
| X 트레인 파이어               | 루팡 X     | 루팡카이저 X, 패트카이저 X, 엑스엠페러, 굿 쿨 카이저 VSX                        |
| X 트레인 썬더                 | 패트렌 X   | 루팡카이저 X, 패트카이저 X, 엑스엠페러, 굿 쿨 카이저 VSX                        |

### 기사룡전대 류소저
| 이름                       | 사용자                   | 한국판 이름       | 합체                                                  |
| -------------------------- | ------------------------ | ----------------- | ----------------------------------------------------- |
| 티라미고 (서반석)          | 류소우 레드              | 동일              | 키시류오, 키시류오 제트, 기간트 키시류오, 킹 키시류오 |
| 트리케인                   | 류소우 블루              | 트리케소드        | 키시류오                                              |
| 안키로제                   | 류소우 핑크              | 동일              | 키시류오                                              |
| 타이가랜스                 | 류소우 그린              | 동일              | 키시류오                                              |
| 밀 니들                    | 류소우 블랙              | 동일              | 키시류오                                              |
| 디메볼케이노 (장서화)      | 류소우 레드              | 동일              | 키시류오, 기간트 키시류오                             |
| 모사렉스 (정의한)          | 류소우 골드              | 동일              | 키시류 넵튠, 기간트 키시류오, 킹 키시류오             |
| 샤인랩터 (손선영)          | 류소우 레드              | 동일              | 키시류오, 키시류넵튠                                  |
| 섀도랩터 (정의한)          | 류소우 골드, 류소우 레드 | 동일              | 키시류넵튠, 키시류오                                  |
| 파키가루&치비가루 (장예나) | 류소우 블루              | 펀치가루&레서가루 | 키시류오, 키시류오 제트                               |
| 프테라돈 (민승우)          | 류소우 레드              | 동일              | 요쿠류오, 키시류오 제트, 킹 키시류오                  |
| 디노미고                   | 가이소구                 | 동일              | 키시류진                                              |

### 마진전대 키라메이저
| 이름                            | 사용자                | 합체              |
| ------------------------------- | --------------------- | ----------------- |
| 마진 파이어 (스즈무라 켄이치)   | 키라메이 레드         | 키라메이진        |
| 마진 쇼벨로 (이와타 미츠오)     | 키라메이 옐로         | 키라메이진        |
| 마진 마하 (아카바네 켄지)       | 키라메이 그린         | 키라메이진        |
| 마진 제터 (오카와 겐키)         | 키라메이 블루         | 키라메이진        |
| 마진 헬리코 (나가쿠 유키)       | 키라메이 핑크         | 키라메이진        |
| 마진 롤랜드 (코미네 카즈키)     | 키라메이 레드         | 키라메이진        |
| 마진 리프톤 (아나이 유키)       | 키라메이 옐로         | 키라메이진        |
| 마진 캐리 (마에카와 아야카)     | 키라메이 핑크         | 키라메이진        |
| 마진 더스톤 (야마모리 케이스케) | 키라메이 블루         | 키라메이진        |
| 마진 마젤란 (시마츠 타카노부)   | 키라메이 그린         | 키라메이진        |
| 마진 죠키                       | 가르자, 키라메이 레드 | 킹 익스프레스     |
| 마진 익스프레스                 | 키라메이 레드         | 킹 익스프레스     |
| 마진 쟈뷴 (요시노 히로유키)     | 키라메이 블루         | 킹 익스프레스     |
| 마진 드리쟌                     | 키라메이 실버         | 기간트 드릴러     |
| 마진 하코부 (이나다 테츠)       | 키라메이저 5명        | 그레이트풀 피닉스 |

### 임금님전대 킹오저
| 이름               | 국내명           | 사용자                | 합체                                              |
| ------------------ | ---------------- | --------------------- | ------------------------------------------------- |
| 갓 쿠와가타        | 갓 스태그비틀    | 쿠와가타 오저         | 킹오저, 레전드 킹오저, 익스트림 킹오저, 갓 킹오저 |
| 갓 톰보            | 갓 드래곤플라이  | 톰보 오저             | 킹오저, 레전드 킹오저, 익스트림 킹오저, 갓 킹오저 |
| 갓 카마키리        | 갓 맨티스        | 카마키리 오저         | 킹오저, 레전드 킹오저, 익스트림 킹오저, 갓 킹오저 |
| 갓 파피용          | 동일             | 파피용 오저           | 킹오저, 레전드 킹오저, 익스트림 킹오저, 갓 킹오저 |
| 갓 하치            | 갓 호넷          | 하치 오저             | 킹오저, 레전드 킹오저, 익스트림 킹오저, 갓 킹오저 |
| 갓 텐토            | 갓 레이디버그    | 우스바, 마유타        | 킹오저, 레전드 킹오저, 익스트림 킹오저, 갓 킹오저 |
| 갓 쿠모            | 갓 스파이더      | 아카, 엘레강스 몬     | 킹오저, 레전드 킹오저, 익스트림 킹오저, 갓 킹오저 |
| 갓 앤트            | 동일             | 코가네, 분            | 킹오저, 레전드 킹오저, 익스트림 킹오저, 갓 킹오저 |
| 갓 카부토          | 갓 비틀          | 쿠로다                | 킹오저, 레전드 킹오저, 익스트림 킹오저, 갓 킹오저 |
| 갓 스콜피온        | 동일             | 세바스찬              | 킹오저, 레전드 킹오저, 익스트림 킹오저, 갓 킹오저 |
| 갓 호퍼            | 동일             | 모르포냐              | 킹오저, 레전드 킹오저, 익스트림 킹오저, 갓 킹오저 |
| 갓 타란튤라        | 동일             | 스파이더 쿠모노스     | 타란튤라 나이트, 익스트림 킹오저, 갓 킹오저       |
| 갓 코카서스 카부토 | 갓 코카서스 비틀 | 쿠와가타 오저, 코후키 | 킹 코카서스 카부토, 갓 킹오저                     |
| 가디언 롤링        | 동일             | 시오카라              | 갓 킹오저                                         |
| 가디언 스네일      | 동일             | 클레오 올바누스       | 갓 킹오저                                         |
| 가디언 피드        | 동일             | 게로우짐              | 갓 킹오저                                         |
| 가디언 시케이다    | 동일             | 스즈메 디보우스키     | 갓 킹오저                                         |

### 폭상전대 분붐저
| 이름             | 국내명           | 사용자              | 합체                   |
| ---------------- | ---------------- | ------------------- | ---------------------- |
| 분붐 트레일러    | 붐붐 트레일러    | 분 레드             | 분붐저 로보            |
| 분붐 오프로드    | 붐붐 오프로드    | 분 블루             | 분붐저 로보            |
| 분붐 왜건        | 붐붐 왜건        | 분 핑크             | 분붐저 로보            |
| 분붐 패트카 1    | 붐붐 패트롤카 1  | 분 블랙             | 분붐저 로보            |
| 분붐 패트카 2    | 붐붐 패트롤카 2  | 분 블랙             | 분붐저 로보            |
| 분붐 쇼벨        | 붐붐 셔블        | 분 오렌지           | 분붐저 로보            |
| 분붐 도저        | 붐붐 불도저      | 분 오렌지           | 분붐저 로보            |
| 분붐 클래식      | 붐붐 클래식      | 분 레드             | 분붐저 로보            |
| 분붐 레이싱      | 붐붐 레이싱      | 분 레드             | 분붐저 로보            |
| 분붐 사파리      | 붐붐 사파리      | 분 오렌지           | 분붐저 로보            |
| 분붐 마린        | 붐붐 마린        | 분 블루             | 분붐저 로보            |
| 뷴븀 마하        | 붐붐 포뮬러      | 분 바이올렛         | 뷴붐 마하 로보         |
| 분붐 레오 레스큐 | 붐붐 레오 레스큐 | 분 레드             | 분붐 레온, 분붐저 로보 |
| 챔피언 캐리어    | 동일             | 챔피언 분붐저 5인방 | 분붐저 로보 챔피언     |
| 분붐 수소카      | 붐붐 수소카      | 챔피언 분붐저 5인방 | 분붐저 로보 챔피언     |

## 멤버
| 이름              | 직업              | 한국판 이름 | 배우            | 한국판 성우 | 파트너(파워애니멀)                        | 컬러 |
| ----------------- | ----------------- | ----------- | --------------- | ----------- | ----------------------------------------- | ---- |
| 시시 카게루       | 수의사            | 레오        | 카네코 노보루   | 박성태      | 가오 라이온, 가오 팔콘, 가오 고릴라       | 빨강 |
| 와시오 가쿠       | 항공자위대 비행사 | 케이        | 호리에 케이     | 위훈        | 가오 이글, 가오 베어&폴라                 | 노랑 |
| 사메즈 카이       | 프리터            | 쥰          | 시바키 타케루   | 현경수      | 가오 샤크, 가오 지라프                    | 파랑 |
| 우시고메 소우타로 | 스모선수          | 태우        | 사카이 카즈요시 | 최낙윤      | 가오 바이슨, 가오 라이노스&마지로         | 검정 |
| 타이가 사에       | 고등학생          | 미니        | 타케우치 미오   | 김성연      | 가오 타이가, 가오 디어스, 가오 엘리펀트   | 하양 |
| 오오가미 츠쿠마로 | 전사              | 카리스      | 타마야마 테츠지 | 김두희      | 가오 엘리게이터, 가오 울프, 가오 헤머해드 | 은   |

| 이름            | 한국 이름 | 배우              | 한국판 성우 | 파트너(염신)  | 컬러 |
| --------------- | --------- | ----------------- | ----------- | ------------- | ---- |
| 에스미 소스케   | 마하      | 후루하라 야스히사 | 변현우      | 염신 스피돌   | 빨강 |
| 코사카 렌       | 렌        | 카타오카 신와     | 정재헌      | 염신 버스온   | 파랑 |
| 로야마 시키     | 써니      | 아이자와 리나     | 박지윤      | 염신 베아르V  | 노랑 |
| 죠 한토         | 죠        | 우스이 마사히로   | 엄상현      | 염신 바르카   | 초록 |
| 이시히라 군페이 | 알렉스    | 에비사와 켄지     | 사성웅      | 염신 건퍼드   | 검정 |
| 스토 히로토     | 히로      | 토쿠야마 히데노리 | 신용우      | 염신 토리프터 | 금   |
| 스토 미우       | 미우      | 스기모토 유미     | 서유리      | 염신 제트라스 | 은   |

| 이름           | 한국 이름      | 배우          | 한국판 성우            | 현상금(현재) | 컬러 |
| -------------- | -------------- | ------------- | ---------------------- | ------------ | ---- |
| 캡틴 마벨러스  | 캡틴 마벨러스  | 오자와 료타   | 김승준                 | 무한대       | 빨강 |
| 조 깁켄        | 조 깁켄        | 야마다 유우키 | 이동훈                 | 8,000,000Z   | 파랑 |
| 루카 밀피      | 루카 밀피      | 이치미치 마오 | 서혜정(강시현, 강은애) | 3,000,000Z   | 노랑 |
| 돈 도고이어    | 돈 도고이어    | 시미즈 카즈키 | 전태열                 | 300,000Z     | 초록 |
| 아임 드 파미유 | 아임 드 파미유 | 코이케 유이   | 조경이                 | 4,000,000Z   | 분홍 |
| 이카리 가이    | 박재민         | 이케다 쥰야   | 남도형                 | 300,000Z     | 은   |

| 이름                   | 한국 이름       | 배우              | 한국판 성우                     | 파트너(수전룡) | 컬러   |
| ---------------------- | --------------- | ----------------- | ------------------------------- | -------------- | ------ |
| 키류 다이고            | 강대성          | 류세이 료         | 김장                            | 가브티라       | 빨강   |
| 프린스 (키류 다이고로) | 프린스 (강대호) | 카와나 린타로     | 김병현                          | 가브티라       | 빨강   |
| 이안 요크랜드          | 이안 요크랜드   | 사이토 슈스케     | 이주창                          | 파라사간       | 검정   |
| 우도 노부하루          | 배상춘          | 킨조 야마토       | 방성준                          | 스테고치       | 파랑   |
| 릿푸칸 소우지          | 소지후          | 시오노 아키히사   | 이재범                          | 자크토르       | 초록   |
| 아미 유즈키            | 유아미          | 콘노 아유리       | 윤아영                          | 드리케라       | 분홍   |
| 우츠세미마루           | 검우치          | 마루야마 아츠시   | 전광주                          | 프테라고돈     | 금     |
| 라미레스               | 라미레스        | 로버트 볼드윈     | 안효민                          | 안키돈         | 하늘색 |
| 후쿠이 유코            | 배정연          | 키노시타 아유미   | 박고운 ~ 양은한 (킹덤포스 한정) | 안키돈         | 하늘색 |
| 텟사이                 | 황비호          | 데아이 마사유키   | 이현                            | 분파키         | 회색   |
| 츠코우치 신야          | 황수현          | 데아이 마사유키   | 이현                            | 분파키         | 회색   |
| 닥터 우르쉐이드        | 닥터 울셰이드   | 치바 시게루       | 유해무                          | 프레즈온       | 보라색 |
| 야요이 우르쉐이드      | 이리나 울셰이드 | 이이토요 마리에   | 이유리                          | 프레즈온       | 보라색 |
| 현신 토린              | 현신 토린       | 모리카와 토시유키 | 송준석                          | 브라기가스     | 은     |
| 키류 단테츠            | 강단웅          | 야마시타 신지     | 이정구                          | 브라기가스     | 은     |

| 이름            | 한국 이름 | 배우            | 한국판 성우 | 주오 큐브                                 | 컬러         |
| --------------- | --------- | --------------- | ----------- | ----------------------------------------- | ------------ |
| 카자키리 야마토 | 조하늘    | 나카오 마사키   | 황창영      | 큐브 이글, 큐브 고릴라, 큐브 웨일         | 빨강         |
| 세라            | 세라      | 야나기 미키     | 장미        | 큐브 샤크                                 | 파랑         |
| 레오            | 레오      | 난바 쇼헤이     | 권창욱      | 큐브 라이온                               | 노랑         |
| 터스크          | 터스크    | 와타나베 츠루기 | 정주원      | 큐브 엘리펀트                             | 초록         |
| 아무            | 아무      | 타테이시 하루카 | 서유리      | 큐브 타이거                               | 하양         |
| 몬도 미사오     | 문세원    | 쿠니시마 나오키 | 김명준      | 큐브 크로커다일, 큐브 울프, 큐브 라이노스 | 검정, 금, 은 |

| 이름            | 한국 이름 | 배우/성우         | 한국판 성우 | 소유 큐 보이저            | 컬러      |
| --------------- | --------- | ----------------- | ----------- | ------------------------- | --------- |
| 럭키            | 럭키      | 키즈 타쿠미       | 남도형      | 시시 보이저/오리온 보이저 | 빨강&하양 |
| 스팅거          | 스팅거    | 키시 요스케       | 장민혁      | 사소리 보이저             | 주황      |
| 가루            | 가르      | 나카이 카즈야     | 이현        | 오오카미 보이저           | 파랑      |
| 밸런스          | 밸런스    | 오노 유우키       | 서반석      | 텐빈 보이저               | 금        |
| 챔프            | 챔프      | 오오츠카 아키오   | 정영웅      | 오우시 보이저             | 검정      |
| 나가 레이       | 나가 레이 | 야마자키 타이키   | 박성영      | 헤비츠카이 보이저         | 은        |
| 하미            | 하미      | 오오쿠보 사쿠라코 | 송하림      | 카멜레온 보이저           | 초록      |
| 랩터 283        | 랩터 283  | 이치미치 마오     | 강은애      | 와시 보이저               | 분홍      |
| 스파다          | 스파다    | 사카키바라 테츠지 | 윤용식      | 카지키 보이저             | 노랑      |
| 쇼 론포         | 쇼 론포   | 카미야 히로시     | 김영진      | 류 보이저                 | 보라      |
| 사구마 코타로   | 최지웅    | 타구치 쇼타       | 이다은      | 쿠마 보이저               | 하늘색    |
| 오오토리 츠루기 | 닉 스워드 | 미나미 케이스케   | 박영재      | 호우호우 보이저           | 빨강&남색 |

| 이름              | 한국 이름 | 배우            | 한국판 성우 | 소속 전대    | 컬러  |
| ----------------- | --------- | --------------- | ----------- | ------------ | ----- |
| 야노 카이리       | 윤새벽    | 이토 아사히     | 이주승      | 루팡레인저   | 빨강  |
| 요이마치 토오마   | 초신성    | 하마 쇼고       | 최현수      | 루팡레인저   | 파랑  |
| 하야미 우미카     | 서은하    | 쿠도 하루카     | 김윤채      | 루팡레인저   | 노랑  |
| 아사카 케이이치로 | 오한빛    | 유키 코세이     | 이재범      | 패트레인저   | 빨강  |
| 히카와 사쿠야     | 이윤슬    | 요코야마 료     | 안효민      | 패트레인저   | 초록  |
| 묘진 츠카사       | 한주아    | 오쿠야마 카즈사 | 이은조      | 패트레인저   | 분홍  |
| 타카오 노엘       | 임노을    | 모토키 세이야   | 이호산      | X(양쪽 전대) | 금&은 |

| 이름   | 한국 이름 | 배우            | 한국판 성우 | 파트너(기사룡) | 컬러 |
| ------ | --------- | --------------- | ----------- | -------------- | ---- |
| 코우   | 리드      | 이치노세 하야테 | 엄상현      | 티라미고       | 빨강 |
| 멜토   | 멜트      | 츠나 케이토     | 디도        | 트리케인       | 파랑 |
| 아스나 | 지나      | 오사키 이치카   | 장예나      | 안킬로제       | 분홍 |
| 토와   | 유노      | 오바라 유이토   | 이승행      | 타이거랜스     | 초록 |
| 밤바   | 밤바      | 키시다 타츠야   | 박상훈      | 밀 니들        | 검정 |
| 카나로 | 카날로    | 효도 카츠미     | 민승우      | 모사렉스       | 금   |

| 이름                | 한국 이름         | 배우            | 한국판 성우 | 파트너(슈갓) | 컬러 |
| ------------------- | ----------------- | --------------- | ----------- | ------------ | ---- |
| 기라                | 기라              | 사카이 타이세이 | 석승훈      | 갓 쿠와가타  | 빨강 |
| 얀마 가스토         | 얀마 거스트       | 와타나베 아오토 | 오건우      | 갓 톰보      | 파랑 |
| 히메노 란           | 히메노 란         | 무라카미 에리카 | 장채연      | 갓 카마키리  | 노랑 |
| 리타 카니스카       | 리타 카니스카     | 히라카와 유즈키 | 김진아      | 갓 파피용    | 보라 |
| 카구라기 디보우스키 | 크라브론 디보스키 | 카쿠 소         | 고구인      | 갓 호넷      | 검정 |
| 제라미 브라시에리   | 제라미 브라시에리 | 이케다 마사시   | 김현욱      | 갓 타란튤라  | 하양 |

| 이름          | 한국 이름 | 배우          | 한국판 성우 | 파트너(분붐카)                                                                        | 컬러 |
| ------------- | --------- | ------------- | ----------- | ------------------------------------------------------------------------------------- | ---- |
| 한도 타이야   | 박차륜    | 이우치 하루히 | 이상준      | 분붐 트레일러, 분붐 클래식, 분붐 레이싱, 분붐 레오 레스큐, 챔피언 캐리어, 분붐 수소카 | 빨강 |
| 메이타 이시로 | 채시온    | 하야마 유키   | 박성영      | 분붐 오프로드, 분붐 마린                                                              | 파랑 |
| 시후토 미라   | 백미라    | 스즈키 미우   | 박혜진      | 분붐 왜건                                                                             | 분홍 |
| 아쿠세 죠     | 추진      | 사이토 류     | 김동현      | 분붐 패트카1, 분붐 패트카2                                                            | 검정 |
| 브레키 겐바   | 부장현    | 소우마 사토루 | 장태혁      | 분붐 쇼벨, 분붐 도저, 분붐 사파리                                                     | 주황 |
| 호무라 사키토 | 석이든    | 미야자와 유우 | 채안석      | 뷴븀 마하                                                                             | 보라 |

## 주역 합체 메카

### 주역 메카(1호메카)
| 전대                  | 합체한 메카 | 이름                  | 한국 이름               |
| --------------------- | --- | --------------------- | ----------------------- |
| 고레인저              | 없음(자진 변형) | 바리브룬              | 바리브룬                |
| 재커 전격대           | 없음(자진 변형) | 스카이 에이스         | 스카이 에이스           |
| 배틀 피버             | 없음(자진 변형) | 배틀 피버 로보        | 배틀 피버 로보          |
| 덴지맨                | 없음(자진 변형) | 다이덴진              | 다이덴진                |
| 선발칸                | 코스모 발칸, 불 발칸, 재규어 발칸 | 선발칸 로보           | 선발칸 로보             |
| 고글파이브            | 고글 제트, 고글 탱크, 고글 덤프 | 고글 로보             | 고글 로보               |
| 다이나맨              | 다이나 마하, 다이나 모빌, 다이나 개리 | 다이나 로보           | 다이나 로보             |
| 바이오맨              | 바이오 제트 1호, 바이오 제트 2호 | 바이오 로보           | 바이오 로보             |
| 체인지맨              | 제트 체인저 1, 헬리 체인저 2, 랜드 체인저 3                                                                                                | 체인지 로보           | 체인지 로보             |
| 플래시맨              | 탱크 코만도, 제트 델타, 제트 시커 | 플래시 킹             | 후뢰시 킹               |
| 마스크맨              | 마스키 파이터, 마스키 드릴, 마스키 탱크, 마스키 제트, 마스키 자이로                                                                        | 그레이트 파이브       | 그레이트 파이브         |
| 라이브맨              | 제트 팔콘, 랜드 라이온, 아쿠아 돌핀 | 라이브 로보           | 라이브 로보             |
| 터보레인저            | 터보 GT, 터보 트럭, 터보 왜건, 터보 버기, 터보 지프                                                                                        | 터보 로보             | 터보 로보               |
| 파이브맨              | 스카이 알파, 랜드 감마, 캐리 베타 | 파이브 로보           | 파이브 로보             |
| 제트맨                | 제트 호크, 제트 콘돌, 제트 오울, 제트 스완, 제트 스왈로                                                                                    | 제트 로보             | 제트 로보               |
| 쥬레인저              | 티라노사우루스, 쥬 맘모스, 트리케라톱스, 샤벨 타이거, 프테라노돈                                                                           | 대수신                | 대수신                  |
| 다이레인저            | 기전수 용성왕, 기전수 성사자, 기전수 성천마, 기성수 성기린, 기성수 성봉황                                                                  | 다이렌오              | 다이렌오                |
| 카쿠레인저            | 레드 사루다, 화이트 카쿠, 블루 로우간, 옐로 쿠마도, 블랙 감마                                                                              | 무적장군              | 무적장군                |
| 오레인저              | 스카이 피닉스, 그란 타우러스, 대쉬 레온, 도구 랜더, 모아 로더                                                                              | 오레인저 로보         | 오레인저 로보           |
| 카레인저              | 레드 비클, 블루 비클, 옐로 비클, 그린 비클, 핑크 비클                                                                                      | RV 로보               | RV 로보                 |
| 메가레인저            | 메가 쉽, 메가 셔틀 | 갤럭시 메가           | 갤럭시 메가             |
| 긴가맨                | 긴가 레온, 긴가 루콘, 긴가 릴라, 긴가 베릭, 긴가 트                                                                                        | 긴가이오              | 긴가이오                |
| 고고파이브            | 레드 래더, 블루 스로워, 그린 호버, 옐로우 아머, 핑크 에이더                                                                                | 빅토리 로보           | 빅토리 로보             |
| 타임레인저            | 타임 제트 1, 타임 제트 2, 타임 제트 3, 타임 제트 4, 타임 제트 5                                                                            | 타임 로보             | 타임 로보               |
| 가오레인저            | 가오 라이온, 가오 이글, 가오 샤크, 가오 바이슨, 가오 타이거                                                                                | 가오 킹               | 정글 킹                 |
| 허리케인저            | 허리케인 팔콘, 허리케인 돌핀, 허리케인 레온                                                                                                | 선풍신                | 선풍신                  |
| 아바레인저            | 폭룡 티라노사우루스, 폭룡 트리케라톱스, 폭룡 프테라노돈                                                                                    | 아바렌오              | 썬더 메가조드           |
| 데카레인저            | 패트 스트라이커, 패트 아머, 패트 자이로, 패트 트레일러, 패트 시그너                                                                        | 데카레인저 로보       | 스쿼드 메가조드         |
| 마지레인저            | 마지 피닉스, 마지 가루다, 마지 머메이드, 마지 타우루스, 마지 페어리                                                                        | 마지 킹               | 매직 킹                 |
| 보우켄저              | 고고 덤프, 고고 포뮬러, 고고 자이로, 고고 도저, 고고 마린                                                                                  | 다이보우켄            | 트레저 메가조드         |
| 게키레인저            | 게키 타이거, 게키 치타, 게키 재규어 | 게키토우쟈            | 와일드 비스트           |
| 고온저                | 염신 스피돌, 염신 버스온, 염신 베아르V | 엔진오                | 엔진킹                  |
| 신켄저                | 시시 오리가미, 류 오리가미, 카메 오리가미, 쿠마 오리가미, 시루 오리가미                                                                    | 신켄오                | 신켄오                  |
| 고세이저              | 고세이 드레곤, 고세이 피닉스, 고세이 샤크, 고세이 타이거, 고세이 스네이크                                                                  | 고세이 그레이트       | 미라클킹                |
| 고카이저              | 고카이 갤리온, 고카이 제트, 고카이 레이서, 고카이 트레일러, 고카이 마린                                                                    | 고카이오              | 캡틴킹                  |
| 고버스터즈            | 없음(자진 변형) | 고버스터 에이스       | 고버스터 에이스         |
| 쿄류저                | 가브티라, 스테고치, 드리케라 | 쿄류진                | 티라노 킹               |
| 토큐저                | 레드 렛샤, 블루 렛샤, 옐로 렛샤, 그린 렛샤, 핑크 렛샤                                                                                      | 토큐오                | 트레인 킹               |
| 닌닌저                | 시노비 마루, 드라고 마루, 덤프 마루, 왕 마루, 뷴 마루                                                                                      | 슈리켄진              | 닌자킹                  |
| 쥬오우저              | 큐브 이글, 큐브 샤크, 큐브 라이온 | 쥬오우 킹             | 애니멀 킹               |
| 큐레인저              | 시시 보이저, 오오카미 보이저, 오우시 보이저, 카멜레온 보이저, 카지키 보이저                                                                | 큐렌오                | 갤럭시킹                |
| 루팡레인저&패트레인저 | 레드 다이얼 파이터, 블루 다이얼 파이터, 옐로 다이얼 파이터, 굿 스트라이커/트리거 머신 1호, 트리거 머신 2호, 트리거 머신 3호, 굿 스트라이커 | 루팡카이저/패트카이저 | 루팡카이저/패트롤카이저 |
| 류소우저              | 없음(자진 변형) | 키시류오              | 다이노소울킹            |
| 키라메이저            | 마진 파이어, 마진 쇼벨로, 마진 마하, 마진 제터, 마진 헬리코                                                                                | 키라메이진            | 불명                    |
| 젠카이저              | 젠카이 쥬란, 젠카이 가온/젠카이 마지느/젠카이 브룬                                                                                         | 젠카이오              | 젠카이킹                |
| 돈브라더즈            | 돈 로보타로, 사루 브라더 로보타로, 오니 시스터 로보타로, 이누 브라더 로보타로, 키지 브라더 로보타로                                        | 돈오니타이진          | 돈버스터킹              |
| 킹오저                | 갓 쿠와가타, 갓 톰보, 갓 카마키리, 갓 파피용, 갓 하치, 갓 텐토, 갓 앤트, 갓 쿠모                                                           | 킹오저                | 갓 엠페러               |
| 분붐저                | 분붐 트레일러, 분붐 오프로드, 분붐 웨건 | 분붐저 로보           | 붐붐 킹                 |
| 고쥬저                | 테가소드(레드, 블루, 옐로, 그린, 블랙) | 테가소드 로보         | 불명                    |

### 2호메카
| 전대                  | 합체 메카                                                       | 이름                      | 한국 이름                 |
| --------------------- | --------------------------------------------------------------- | ------------------------- | ------------------------- |
| 고레인저              | 없음(자진 변형)                                                 | 바리도린                  | 바리도린                  |
| 잭커 전격대           | 없음(자진 변형)                                                 | 잭 탱크                   | 잭 탱크                   |
| 배틀 피버             | 없음                                                            | 없음                      | 없음                      |
| 덴지맨                | 없음(자진 변형)                                                 | 덴지 타이거               | 덴지 타이거               |
| 선발칸                | 없음                                                            | 없음                      | 없음                      |
| 고글파이브            | 없음                                                            | 없음                      | 없음                      |
| 다이나맨              | 없음                                                            | 없음                      | 없음                      |
| 바이오맨              | 없음(자진 변형)                                                 | 바이오 터보               | 바이오 터보               |
| 체인지맨              | 없음                                                            | 없음                      | 없음                      |
| 플래시맨              | 없음(자진 변형)                                                 | 타이탄 보이               | 타이탄 보이               |
| 마스크맨              | 없음(자진 변형)                                                 | 갤럭시 로보               | 갤럭시 로보               |
| 라이브맨              | 바이슨 라이너, 사이 파이어                                      | 라이브 복서               | 라이브 복서               |
| 터보레인저            | 없음(자진 변형)                                                 | 터보 라가                 | 터보 라가                 |
| 파이브맨              | 없음(자진 변형)                                                 | 스타파이브                | 스타파이브                |
| 제트맨                | 없음(자진 변형)                                                 | 제트 가루다               | 제트 가루다               |
| 쥬레인저              | 드래곤 시저, 쥬 맘모스, 트리케라톱스, 샤벨 타이거               | 강룡신                    | 강룡신                    |
| 다이레인저            | 없음(자진 변형)                                                 | 기전무인 원 타이거        | 기전무인 원 타이거        |
| 카쿠레인저            | 갓 사루다, 갓 로우간, 갓 쿠마도, 갓 감마, 갓 카쿠               | 은대장군                  | 은대장군                  |
| 오레인저              | 없음(자진 변형)                                                 | 레드 펀처                 | 레드 펀처                 |
| 카레인저              | 없음(자진 변형)                                                 | 사이렌더                  | 사이렌더                  |
| 메가레인저            | 없음(자진 변형)                                                 | 델타 메가                 | 델타 메가                 |
| 긴가맨                | 중기사 불 블랙, 중성수 불 타우러스                              | 불 타우러스               | 불 타우러스               |
| 고고파이브            | 고 라이너 1, 고 라이너 2, 고 라이너 3, 고 라이너 4, 고 라이너 5 | 그랜드 라이너             | 그랜드 라이너             |
| 타임레인저            | 없음(자진 변형)                                                 | 타임 섀도우               | 타임 섀도우               |
| 가오레인저            | 가오 고릴라, 가오 베어, 가오 폴라                               | 가오 머슬                 | 정글 타이탄               |
| 허리케인저            | 고우라이 비틀, 고우라이 스태그                                  | 굉뢰신                    | 굉뢰신                    |
| 아바레인저            | 없음(자진 변형)                                                 | 맥스류오                  | 썬더맥스 메가조드         |
| 데카레인저            | 없음(자진 변형)                                                 | 데카 바이크 로보          | 스쿼드 바이크 조드        |
| 마지레인저            | 없음(자진 변형)                                                 | 트라베리온                | 트라베리온                |
| 보우켄저              | 고고 드릴, 고고 쇼벨, 고고 믹서, 고고 크레인, 고고 제트         | 다이탄켄                  | 제트 트레저 조드          |
| 게키레인저            | 게키 고릴라, 게키 펭귄, 게키 가젤                               | 게키 파이아               | 와일드 파이어             |
| 고온저                | 염신 바르카, 염신 건퍼드, 염신 캐리게이터                       | 건바르오                  | 캐리건킹()                |
| 신켄저                | 없음(자진 변형)                                                 | 다이카이오                | 다이카이오                |
| 고세이저              | 없음(자진 변형)                                                 | 데이터스 하이퍼           | 데이터스 하이퍼           |
| 고카이저              | 없음(자진 변형)                                                 | 호수신                    | 수호신                    |
| 고버스터즈            | 없음(자진 변형)                                                 | 고버스터 비트             | 고버스터 비트             |
| 쿄류저                | 없음(자진 변형)                                                 | 프테라이덴오              | 프테라킹                  |
| 토큐저                | 디젤 렛샤, 탱크 렛샤, 카 캐리어 렛샤                            | 디젤오                    | 디젤킹                    |
| 닌닌저                | 로데오 마루, 바이슨킹 버기                                      | 바이슨킹                  | 바이슨킹                  |
| 쥬오우저              | 큐브 엘리펀트, 큐브 타이거, 큐브 고릴라                         | 쥬오우 와일드             | 와일드 킹                 |
| 큐레인저              | 사소리 보이저, 류 보이저, 쿠마 보이저                           | 류 테이오                 | 드레곤 엠퍼러             |
| 루팡레인저&패트레인저 | X트레인 실버/X트레인 골드                                       | X엠퍼러 루팡/X엠퍼러 패트 | X엠퍼러 루팡/X엠퍼러 패트 |
| 류소저                | 없음(자진 변형)                                                 | 키시류 넵튠               | 다이노소울 넵튠           |
| 키라메이저            | 마진 익스프레스, 마진 죠키                                      | 킹 익스프레스             | 불명                      |
| 젠카이저              | 크로커다이오, 투카이 캇타나/투카이 릿키                         | 투카이오                  | 투카이킹                  |
| 돈브라더즈            | 돈 로보고쿠, 로보볼트                                           | 호룡공신                  | 타이거 드래곤킹           |
| 킹오저                | 없음(자진 변형)                                                 | 타란튤라 나이트           | 타란튤라 나이트           |
| 분붐저                | 없음(자진 변형)                                                 | 뷴븀 마하 로보            | 붐붐 포뮬러 킹            |
| 고쥬저                | 없음(자진 변형)                                                 | 구데번                    | 불명                      |

## 합체 메카

### 고레인저(파이브레인저)
- 바리브룬
- 바리도린
- 바리탱크
- 바리키큔
- 고레인저 머신
- 스타머신

### 잭커
- 스카이 에이스
- 잭 탱크

### 배틀 피버
- 배틀피버 로보

### 덴지맨(파워맨)
- 다이덴진
- 덴지 타이거

### 선발칸(썬바르칸)
- 선발칸 로보
- 태양전대 기지
- 발칸 베이스
- 샌드 발칸
- 샤크 머신
- 팬서 머신

### 고글파이브
고글 로보

### 다이너맨
- 다이주피터
- 다이나 로보

### 바이오맨
- 바이오 드래곤
- 바이오 로보
- 바이오 마하 1호
- 바이오 마하 2호
- 바이오 터보

### 체인지맨
체인지 로보

### 플래시맨
- 라운드 베이스
- 스타 콘돌
- 플래시 킹
- 플래시 타이탄

### 마스크맨
- 그레이트 파이브
- 갤럭시 로보

### 라이브맨
- 머신 버팔로
- 슈퍼 라이브 로보
  - 라이브 로보
  - 라이브 복서
- 그란 토터스

### 터보레인저
- 슈퍼 터보 로보
  - 터보 로보
  - 터보 라가
- 터보 빌더

### 파이브맨
- 슈퍼 파이브 로보
  - 파이브 로보
  - 스타파이브
- 마그마 베이스

### 제트맨
- 그레이트 이카로스
  - 제트 이카로스
  - 제트 가루다
- 테트라 보이

### 쥬레인저(다이노레인저)
- 구극 대수신
  - 대수신
  - 드래곤 시저
  - 킹 브라키온

### 다이레인저
- 중갑기전
  - 다이렌오
  - 원 타이거
  - 다이무겐

### 카쿠레인저(닌자레인저)
- 슈퍼 무적장군/슈퍼 은대장군
  - 츠바사 마루
  - 무적장군/은대장군

### 오레인저
- 버스터 오레인저 로보
  - 오레인저 로보
  - 레드 펀처
- 킹 피라미더
- 오블로커
- 태클보이
- 감마진

### 카레인저
- RV 로보
- 사이렌더
- 빅트레일러
- VRV 로보

### 메가레인저
- 슈퍼 갤럭시 메가
  - 갤럭시 메가
  - 델타 메가
- 메가 보이저
- 메가 윙거

### 긴가맨(갤럭시레인저)
- 긴가이오
- 불 타우러스
- 강성수 기가 라이노스/강성수 기가 피닉스

### 고고파이브
- 맥스 빅토리 로보
  - 빅토리 로보
  - 라이너 보이
- 그랜드 라이너
- 빅토리 마즈

### 타임레인저
- 타임 로보 섀도우 알파/타임 로보 섀도우 배타
  - 타임 로보 알파/타임 로보 베타
  - 타임 섀도우
- 브이렉스 로보

### 가오레인저(정글포스)
- 가오킹
- 가오 헌터
- 가오 갓
- 가오 이카로스
- 가오 머슬

### 허리케인저
- 천뢰선풍신
  - 굉뢰선풍신
    - 선풍신
    - 굉뢰신

  - 천공신
  - 리볼버 맘모스

### 아바레인저
- 아바렌오
- 맥스류오
- 키라오

### 데카레인저
- 슈퍼 데카레인저 로보/라이딩 데카레인저 로보
  - 데카레인저 로보
  - 데카바이크 로보
- 데카 윙 로보

### 마지레인저
- 마지킹/마지 드래곤
- 트라베리온
- 울 카이저
- 마지 레전드

### 보우켄저
- 얼티밋 다이보우켄
  - 슈퍼 다이보우켄
    - 다이보우켄
    - 다이탄켄
- 사이렌 빌더
- 다이보이저

### 게키레인저
- 게키토우자
- 게키파이어
- 사이다이오

### 고온저
- 엔진오 G12
  - 엔진오 G9
  - 쿄레츠오
    - 엔진오 G6
    - 세이쿠오
      - 엔진오
      - 건바르오

### 고버스터즈
- 그레이트 고버스터/고버스터킹
  - 고버스터오/고버스터 라이오
    - 고버스터 에이스/타테가미 라이오
    - GT-02 버스터 고릴라
    - RH-03 버스터 래빗

  - 버스터 헤라클레스
    - 고버스터 비트
    - SJ-05 버스터 스태그

### 수전전대 쿄류저
- 기간트 쿄류진
  - 기간트브라기오
  - 라이덴 쿄류진
    - 쿄류진
    - 프테라이덴오

  - 파라사간+자크토르
- 바쿠레츠 쿄류진
  - 가브티라
  - 분파키
  - 프레즈오

### 토큐저
- 토큐 레인보우
  - 초초 토큐다이오
    - 빌드다이오
    - 초 토큐오
      - 토큐오
      - 디젤오

  - 폴리스 렛샤
  - 파이어 렛샤
  - 드릴 렛샤
  - 실드 렛샤

### 닌닌저
- 패왕 슈리켄진/패왕 게키아츠다이오
  - 바이슨킹
  - 슈리켄진/게키아츠다이오
  - 라이온 하오
- 킹 슈리켄진
  - 바이슨킹
  - 슈리켄진

### 쥬오우저
- 와일드 토우사이 도데카 킹
  - 도데카이오
  - 와일드 토우사이 킹
    - 토우사이쥬오
    - 큐브 쿠마, 큐브 배트
    - 와일드 쥬오우 킹
      - 쥬오우 와일드
      - 쥬오우 킹
      - 큐브 키린, 큐브 모구라

### 큐레인저
- 큐타마진
  - 류테이 큐렌오
    - 큐렌오
    - 류테이오

  - 헤비츠카이 보이저, 텐빈 보이저, 와시 보이저

### 루팡 패트
- 굿 쿨 카이저 브이에스엑스
  -     - 루팡카이저
    - 패트카이저
    - 엑스엠페러

### 류소저
- 킹 키시류오
  -     - 키시류오
    - 키시류넵튠
    - 요쿠류오

### 젠카이저
- 전력 젠카이오
  -     - 젠카이 이글
    - 젠카이오
    - 슈퍼 젠카이오 쥬란/브륜
    - 슈퍼 투카이오
    - 투카이오

### 돈브라더즈
- 토라도라 오니타이진 키와미
  - 토라도라 오니타이진
  - 골돈 오니타이진
    - 돈 오니타이진
    - 호룡공신

  - 오미코시 피닉스

### 킹오저
- 갓 킹오저
  -     - 코카서스 카부토 캐슬
    - 무장 슈갓들

  - 익스트림 킹오저
    - 타란튤라 나이트

  - 레전드 킹오저
    - 킹오저
    - 레전드 갓 3개

### 분붐저
- 분붐저 로보 챔피언
  -     - 분붐저 로보
    - 챔피언 캐리어
- 분붐 레온
- 뷴븀 마하 로보
- 분붐 패트카1
- 분붐 패트카2
- 분붐 쇼벨
- 분붐 도저
- 분붐 클래식
- 분붐 레이싱
- 분붐 마린
- 분붐 사파리

## 출연 국내 성우진(괄호는 담당 배역/굵은 색은 선역/밑줄은 악역)

### KBS 성우극회
- 강구한(고글파이브: 가글 블랙, 데스마르크 대원수/바이오맨: 블루 쓰리, 닥터맨, 멧츄라, 멧사쥬, 메카클론/고온저: 히라메키메데스/쿄류저: 암흑종 데보스/킹오저: 실론 역)
- 강수진(분붐저: 와루이도 스핀도 역)
- 곽윤상(가오레인저: 로우키/고온저: 아령 반기/고카이저: 레드 레이서/쥬오우저: 케타스 역)
- 권창욱(쥬오우저: 쥬오우 라이온/분붐저: 짐 구루마 / 슈퍼 그레이트 짐 구루마 역)
- 김대중(보우켄저: 가이/게키레인저: 마가 역)
- 김도현(류소우저: 마스터 레드 역)
- 김성희(체인지맨: 체인지 피닉스/라이브맨: 닥터 마젠다/플래시맨: 루, 키르트/마스크맨: 핑크 마스크, 지제왕자 이가무역)
- 김소형(킹오저: 군타짐/분붐저: 티켓(10주년 에피소드 한정) 역)
- 김수경(플래시맨: 레이 네펠, 강진영, 박사 부인, 그외 단역/라이브맨: 코론 역)
- 김승준(고카이저: 고카이 레드 역)
- 김영진(큐레인저: 류 커맨더 역)
- 김정경(터보레인저: 옐로 터보, 다자이 박사, 카토비 폭마 즈루텐, 성수 라키아 역)
- 김정호(토큐저: 노태평 역)
- 김준(고버스터즈: 스태그 버스터 역)
- 김태웅(터보레인저: 블랙 터보, 폭마박사 레이더, 야누스 역)
- 김환진(고글파이브: 고글 레드, 고글 로보/체인지맨: 체인지 그리폰, 성왕 바즈/플래시맨: 레드 플래시/마스크맨: 레드 마스크, 해설/라이브맨: 옐로 라이온 역)
- 남도형(고카이저: 고카이 실버/큐레인저: 시시 레드 역)
- 노민(마스크맨: X1 마스크,  지제사령 바라바, 지제닌자 오요브, 에너지수 오케란파, 도적기사 키로스/바이오맨: 메이슨, 사이곤, 멧츄라, 쥬호, 바이오 헌터 실버, 코우 신이치로, 야마모리 쇼타, 메카클론/체인지맨: 부관 부바/혼고 히데키 박사, 데스기라 장군/고카이저: 황제 아쿠도스 길 역)
- 류다무현(분붐저: 토코야리 에이치로 역)
- 박상일(루팡&패트레인저: 코구레 집사 역)
- 박상훈(류소우저: 류소우 블랙 역)
- 박영남(쿄류저: 데보 귀요미 역)
- 박영재(고온저: 세지/큐레인저: 호우오우 솔저 역)
- 박은숙(바이오맨: 피포, 바라)
- 박주광(젠카이저: 재활용 월드역, 돈브라더즈: 사루하라 신이치, 하나무라 히토시, 돈 킬러 킬러, 관리소장 역)
- 박지윤(고온저: 고온 옐로, 염신 베아르V 역)
- 백순철(체인지맨: 오오조라 유마, 항해사 게이터, 우주맹수/라이브맨: 야노 타쿠지, 그린 사이, 닥터 오브라, 치부치 성인 붓치, 사이버 분신 슈라, 두뇌수 역)
- 변현우(게키레인저: 게키 바이올렛/고온저: 고온 레드, 염신 스피돌 역)
- 사성웅(마지레인저: 마지 그린, 5무신 이프리트/고온저: 고온 블랙, 염신 건퍼드 역)
- 서혜정(고카이저: 고카이 옐로/류소우저: 마스터 핑크 역)
- 석승훈(젠카이저: 레트로 월드, 자석 월드/킹오저: 기라 역)
- 선은혜(킹오저: 이로키 역)
- 설영범(쥬오우저: 나레이션, 마리오 삼촌 역)
- 성선녀(고온저: Dr. 오센 역)
- 성완경(쿄류저: 분노의 전사 도골드 역)
- 소연(보우켄저: 보우켄 핑크 역)
- 손정성(보우켄저: 류오온, 레이 역)
- 송기원(분붐저: 소화기 구루마 역)
- 송두석(류소우저: 류소우 브라운, 타츠이 나오히사 역)
- 심승한(고세이저: 빅풋의 킹곤/닌닌저: 쥰지 타키가와, 키바오니 겐케츠 역)
- 안용욱(닌닌저: 아오닌자 역)
- 안종익(체인지맨: 이부키 장관, 기르크 사령관 역)
- 양석정(데카레인저: 데카 블루/마지레인저: 마지 샤인/게키레인저: 권성 마스터 샤프, 리오/킹오저: 라클레스 하스티 역)
- 오세홍(바이오맨: 레드 원/체인지맨: 체인지 드래곤 역)
- 오인성(토큐저: 제트 역)
- 온영삼(아바레인저: 스기시타 류노스케/고온저: 경주감독/고카이저: 탄바 토시조/토큐저: 목욕탕에서 마주친 사람 역)
- 위훈(가오레인저: 가오 옐로 역)
- 유강진(닌닌저: 이가사키 요시타카 역)
- 유동균(쥬오우저: 바드 역)
- 유동현(터보레인저: 레드 터보 역)
- 유해무(고버스터즈: 하주기 박사/쿄류저: 닥터 우르쉐이드 역)
- 유호한(고온저: 레츠타카 역)
- 윤세웅(게키레인저: 권성 배트 리, 코우/고온저: 키레이즈키, 시시노신 역)
- 윤용식(큐레인저: 카지키 옐로 역)
- 이광수(마지레인저: 다곤/보우켄저: 자룡, 그랜드힐 사장, 장인귀신, 성검인 즈팡/게키레인저: 블랑카/젠카이저: 고시키다 이사오, 봇코와우스 역)
- 이봉준(데카레인저: 도기 크루거역(고카이저/큐레인저 포함))
- 이영주(터보레인저: 핑크 터보, 요정 시론 역)
- 이재용(류소우저: 마스터 블루 역)
- 이정구(고세이저: 고세이 나이트/쿄류저: 키류 단테츠 역)
- 이현선(체인지맨: 헤르메스 여왕, 항해사 게이터의 부인 조리 역)
- 임채헌(게키레인저: 권성 샤키 첸, 권성 푠 표우, 하늘의 권마 카타 역)
- 장광(고카이저: 발 이글 2대/분붐저: 나이토 라이타 역)
- 장민혁(큐레인저: 사소리 오렌지 역)
- 장세준(플래시맨: 붕, 영웅 타이탄 역)
- 장정진(마스크맨: 스가타 산쥬로, 아나그마스, 고다이도구라, 구론도구라/고글파이브: 고글 옐로, 총통 터부/그린 후뢰시, 대제 라 데우스, 보 가르단, 레이 바라키/바이오맨: 그린 투, 몬스터, 아쿠아이가, 메카클론 1호, 메카클론/라이브맨:  블랙 바이슨, 대교수 비아스, 닥터 아슈라, 일부 두뇌수, 호시 박사 역)
- 정경애(고글파이브: 컴퓨터 걸, 자조리아 박사 그 외 아역 및 단역/바이오맨: 옐로 포(1대와 2대 전부 맡음)/체인지맨: 체인지 머메이드, 게이타의 아들 와라지/마스크맨: 옐로우 마스크, 지제 닌자 후민/라이브맨: 블루 돌핀, 피에로 두뇌 역)
- 주재규(고온저: 치라카소네 역)
- 채안석(분붐저: 호무라 사키토 역)
- 최덕희(닌닌저: 새벽의 카타 역)
- 최문자(토큐저: 몰크 후작 역)
- 최병상(고글파이브: 고글 블루, 이가아나 박사/마스크맨: 블랙 마스크, 지제왕 제바/체인지맨: 부관 시마, 교다이 역)
- 최수민(마스크맨: 이아루 공주, 블루 마스크/바이오맨: 핑크 파이브/플래시맨: 옐로 플래시/고글파이브: 고글 핑크 역)
- 탁원제(터보레인저: 블루 터보, 암흑폭마 진바, 폭마대제 라곤 역)
- 한복현(킹오저: 다이아몬드 공버그 역)
- 한상덕(고세이저: 대왕 몬스 드레이크/토큐저: 흑철장군 슈바르츠 역)
- 허성재(킹오저: 자리가짐 역)
- 홍진욱(보우켄저: 보우켄 블루, 월광/토큐저: 토큐 4호 역)

### MBC 성우극회
- 고성일(보우켄저: 대신관 가쟈/게키레인저: 권성 고리 옌 역)
- 김기철(보우켄저: 마르코 박사 역)
- 김두희(가오레인저: 가오 실버/고온저: 안테나 반기 역)
- 김서영(토큐저: 토큐 5호 역)
- 김영선(보우켄저: 보우켄 레드/분붐저: 매드렉스 역)
- 김태훈(고온저: 산타클로스/고카이저: 고우시/쿄류저: 소우지의 아버지 역)
- 김호성(마지레인저: 마도신관 메미 역)
- 류승곤(고온저: 발전반기/고버스터즈: 이와사키 류우지/닌닌저: 이세 키로쿠 역)
- 박선영(고카이저: 시바 카오루 역)
- 박신희(마지레인저: 마지 화이트, 네이, 스노우젤 역)
- 박영화(데카레인저: 에이전트 아브렐라/마지레인저: 개력대장 브랑켄, 2극신 드레이크, 명수인 그렘린 가리므 역)
- 박일(고버스터즈: 나레이션, 쿠로키 타케시 역)
- 박태호(쥬오우저: 오오이와 겐쿠로 역)
- 방성준(마지레인저: 5무신 와이번, 5무신 토드/고카이저: 다테 켄타/쿄류저: 쿄류 블루 역)
- 송준석(가오레인저: 센키/쿄류저: 현신 토린/킹오저: 카메짐, 보시마르/분붐저: 축구협회 부회장 역)
- 신성호(라이브맨: 레드 이글/보우켄저: 아카레드/고카이저: 총사령관 왈즈 길, 아카레드, 아카레인저(고카이저/극장판 한정), 나레이션 역)
- 안장혁(고카이저: 휴가/닌닌저: 가비 라이조, 변신기 음성/큐레인저: 오라이온/루팡&패트레인저: 츠카사의 할아버지, 도그라니오 야분, 아르센 루팡, 메고 개미타/킹오저: 다이고그 역)
- 엄현정(마지레인저: 3현신 스핑크스, 천상대성자 마지엘 역)
- 이상범(큐레인저: 돈 아르마게 역)
- 이선호(분붐저: 분도리오 분데라스, 사토 시호 역)
- 이원찬(보우켄저: 보우켄 실버, 어둠의 야이바/젠카이저: 쥬란, 필라토 골드츠이카 역)
- 이인성(토큐저: 차장, 티켓, 내레이션, 토큐저 무장 음성 담당/루팡&패트레인저: 힐톱 관리경관, 케르베로 컹컹 역)
- 이종혁(닌닌저: 츠고모리 마사카게 역)
- 정재헌(마지레인저: 마지 레드/고온저: 고온 블루, 염신 버스온 역)
- 조현정(게키레인저: 메레 역)
- 채의진(보우켄저: 보우켄 옐로)
- 최한(가오레인저: 슈텐/고세이저: 고세이 블루 역)

### 대원방송 성우극회
- 강시현(여러 단역 및 토큐저: 토큐 3호 역)
- 강은애(여러 단역 및 큐레인저: 와시 핑크 역)
- 고구인(여러 악역 및 쥬오우저: 뱅글레이/킹오저: 카구라기 디보우스키, 스지 역)
- 곽규미(토큐저: 노아, 토큐 4호 아역 및 닌닌저: 구위호/킹오저: 카라스 데 한 역)
- 권다예(각종 악역과 단역)
- 김나율(고카이저 한정으로 미출연 전대 멤버 배역)
- 김도영(고버스터즈: 이스케이프/쿄류저: 기쁨의 전기 캔드릴라 역)
- 김민정(가오레인저: 보라/고세이저: 아마치 노조무 역)
- 김민주(쥬오우저, 닌닌저: 각종 단역/큐레인저: 빅 베어)
- 김병현(슈퍼 히어로 전기: 신켄 그린, 라이더 월드/고카이저 극장판: 국방장관/돈브라더즈: 소노로쿠, 미래귀, 빛귀/킹오저: 시오카라, 킹오저 5명 무장 음성, 데즈 렁버그, 오케라짐, 킹 쿄류 레드/분붐저: 사우나 구루마, 어쿠스틱 기타 구루마 / 형의 어쿠스틱 기타 구루마 존 역)
- 김보연(분붐저: 히로토, 아나운서, ATM 구루마, 아내, 카미시게 마히로, 바이스 마이미, 할머니, 여대생, 점원, 아이, 기자, 윤태웅, 호무라 사키토 아역)
- 김보나(쥬오우저: 야마토의 어머니/큐레인저: 시시 레드 아역, 어캠버/류소우저: 프레셔스, 에라스, 명석주 역)
- 김서현(돈브라더즈: 소노고, 전자귀 2/킹오저: 모르포냐, 론, 메탈리 란, 데보니카, 제라미 브라시에리 아역)
- 김성연(게키레인저: 권성 미셸 팽, 히소/가오레인저: 가오 화이트/고온저: 봄퍼 역)
- 김연아(많은 단역들)
- 김연우(쿄류저: 많은 단역/토큐저: 토큐 1호 아역, 레디및 단역)
- 김예림(루팡&패트레인저: 짐 카터, 소우타/류소우저: 류소우 레드 아역, 크레온 역)
- 김윤채(류소우저: 오토 외 단역/루팡&패트레인저: 루팡 옐로, 루팡 레드 아역)
- 김종엽(돈브라더즈: 이누즈카 츠바사, 우주귀, 장로 A/킹오저: 아멘짐 역)
- 김진아(킹오저: 리타 카니스카, 콕시넬/분붐저: 이타샤, 아줌마, 사라 & 라비니아, 여학생, 한도 타이야 아역)
- 김진홍(많은 악역과 아슬란(럭키의 아버지)역)
- 김채린(젠카이저: 마지느, 노지마 료/돈브라더즈: 키지노 미호, 쿠라모치 나츠미, 카린, 오노 이치코 역)
- 김태환(킹오저: 똥구리버그 / 데즈 똥구리버그, 쿠로코, 고로케, 긴, 데보 센킹(쿄류저 10주년의 데보 몬스터)/분붐저: 시계 구루마 / 시계 구루마 세컨드, 외교관, 파파보이, 블록베이 구루마 / 벽돌블록베이 구루마, 하시리견, 소드 구루마 / 소드 구루마 리벤지, 구남진, 연구원, 공 구루마, 일렉트릭 기타 구루마 / 아우의 일렉트릭 기타 구루마 보비, 그란츠 리스크, 남자, 아저씨, 바비, 카메라 구루마, 감독, 축구공 구루마, 산타 역)
- 김하영(고세이저: 고세이 핑크/고카이저: 네비/쿄류저: 아마노 미코토 역)
- 김현욱(토큐저: 여러 단역/닌닌저: 스타닌자/킹오저: 우스바, 제라미 브라시에리, 해설 역)
- 김혜성(고버스터즈: 우사다 래터스/쿄류저: 칸나 노부토시, D/토큐저: 경비아저씨외 많은 단역 및 닌닌저: 아카닌자/돈브라더즈: 모모이 타로, 돈 킬러 역)
- 디도(고세이저, 고카이저: 젤러시트 외 각종 단역과 악역 및 고버스터즈: 수호, 류소우저: 류소우 블루 역)
- 문유정(고버스터즈: 우사미 요코/쿄류저: 에리카 스톤스필드/토큐저: 왜건 역)
- 미소(돈브라더즈: 단역/킹오저: 엘레강스, 네필라, 라클레스 하스티 아역)
- 박고운(많은 단역)
- 박서진(많은 악역)
- 박성영(여러 단역과 큐레인저: 헤비츠카이 실버/분붐저: 메이타 이시로 역)
- 박요한(많은 악역)
- 박준원(많은 악역과 단역)
- 박준형(고카이저 극장판: 아그라도즈/돈브라더즈: 키지노 츠요시 역)
- 박혜진(분붐저: 시후토 미라, 여자아이 엄마, 아쿠세 죠 아역)
- 비주언(많은 악역 및 단역)
- 서반석(동물전대 쥬오우저의 단역 및 많은 악역/우주전대 큐레인저의 텐빈 골드/기사룡전대 류소우저의 티라미고 외 여러 단역/기계전대 젠카이저의 조크스 골드츠이카, 스 씨 역)
- 서원석(많은 악역 및 고세이저의 고세이 블랙, 토큐저의 토큐 6호 역)
- 서유리(고온저: 고온 실버/고세이저: 데이터스/쥬오우저: 쥬오우 타이거 역)
- 성예원(각종 단역)
- 손선영(각종 단역 및 샤인 랩터 역)
- 손정민(돈브라더즈: 소노니, 과학귀, 핑크피크, 콜라, 고스트, 돈 킬러 시스템 음성 역)
- 송하림(토큐저: 그리타/닌닌저: 악덕 여사장 및 큐레인저의 카멜레온 그린/킹오저: 히루비루 리치 역)
- 신경선(고버스터즈: 엔터/쿄류저: 박현우, 아이가론 외 여러 악역/쥬오우저: 쿠발/분붐저: 캐논보그, 유진성 역)
- 신나리(젠카이저: 플린트 골드츠이카, 어린 고시키다 카이토, 소은, 미우 외 단역 및 돈브라더즈: 키토 하루카, 돈 모모타로 아역/분붐저: 노기 아키)
- 신우철(킹오저: 두가, 단짐 / 데즈 단짐, 바에짐, 킨바에짐/분붐저: 대통령, 민식, 웨딩드레스 구루마, 운전자 남자, 게다 구루마, 그룻 구루마, 노부부 남편, 야구 심판, 카펫 구루마, 허영석, 경찰, 에도가와 레이카의 아빠, 선로 구루마, 돈가스집 아저씨, 추적 대장, 점장, 웨이웨이 야루카, 스펀지 구루마, 남학생, 범죄자, 쓰레기통 구루마 역)
- 신이나(분붐저: 야이야이 야루카 / 고마수 구루마, 노부부 아내, 여자 아나운서, 여자, 여직원, 튀김집 아주머니 역)
- 심규혁(고카이저: 많은 악역/토큐저: 토큐 1호 역)
- 심정민(고카이저: 많은 악역)
- 안효민(고버스터즈, 쿄류저: 많은 단역 및 악역/루팡&패트레인저: 패트렌 2호 역)
- 양은한(킹오저: 코가네, 클레오, 무녀, 유코 (10주년 한정)/분붐저: 사이부 시라베, 후지이 나오코, 여학생, 여배우, 동생 역)
- 오건우(슈퍼 히어로 전기: 키라메이 블루/고카이저 극장판: 타바타 마사토시/돈브라더즈: 소노야, 구급귀, 지곧은, 세계귀, 비밀귀/킹오저: 얀마 가스토, 코후키/분붐저: 다트 구루마 역)
- 원에스더(큐레인저, 류소우저: 각종 단역 및 아역, 악역)
- 원종준(고카이저 극장판: 배들리/돈브라더즈: 모모이 진(모모이 타로의 양아버지), 5인방 무장음성, 박해준, 전명장, 장로 B, 초신성귀, 작업 거는 사나이 역)
- 윤아영(고버스터즈: 나카무라 미호, 에네땅/쿄류저: 쿄류 핑크 역)
- 윤은서(닌닌저: 각종 단역/쥬오우저: 나리아 역)
- 이경태(고세이저: 고세이 레드/고카이저: 변신 음성 및 각종 악역/쿄류저: 악역/닌닌저: 키닌자)
- 이기성(토큐저 극장판: 최종보스/닌닌저: 각종 단역)
- 이다은(주오저: 단역/큐레인저: 코구마 스카이블루/킹오저: 스즈메 디보우스키 역)
- 이동윤(슈퍼 히어로 전기: 아카레인저/고카이저 극장판: 변신 음성, 키라메이 실버/돈브라더즈: 소노시/성수귀, 초전자귀, 미래의 돈 무라사메/킹오저: 반디버그 / 데즈 반디버그 / 겐지 반디버그, 쿠모노슬레이어, 못훈, 고마 로자리아, 슈갓덤 병사, 디도 란, 도무신 키메라 데보스 (쿄류저 10주년 최종보스)/분붐저: 냉장고 구루마 / 냉장고 구루마 2 / 합체 냉장청소기 구루마 역)
- 이동훈(고카이저: 고카이 블루외 다른 전대의 단역)
- 이명희(각종 단역 및 악역)
- 이미나(악역)
- 이보희(악역)
- 이새아(토큐저: 토큐 2호 아역/닌닌저: 모모닌자 역)
- 이세레나(각종 단역과 악역)
- 이승행(큐레인저: Dr.안톤, 찬드라 외 각종 악역 및 단역/류소우저: 류소우 그린 역)
- 이유리(단역)
- 이은조(각종 단역 및 루팡&패트레인저: 패트렌 3호/젠카이저: 고시키다 야츠데, 리키 골드츠이카 역)
- 이인석(쿄류저: 악역/토큐저: 토큐 2호/닌닌저: 키바오니 만게츠/쥬오우저: 쟈그도 역)
- 이주승(루팡&패트레인저: 루팡 레드/류소우저: 마스터 블랙, 사덴/젠카이저: 스테이시외 각종 월드 악역)
- 이주은(각종 악역과 단역)
- 이재범(고세이저: 데레프타/고카이저: 발리조크, 마하르콘/고버스터즈: 치다 닉/쿄류저: 쿄류 그린/토큐저: 총재/큐레인저: 쿠에르보(스포일러: 돈 아르마게)/루팡&패트레인저: 패트렌 1호 역)
- 이재현(각종 악역)
- 이지현(가오레인저: 테토무/고온저: 츠기노와/고세이저: 고세이 옐로 역)
- 이창민(악역)
- 이현(고버스터즈: 모리시타 토오루 외 여러 악역 및 쿄류저: 쿄류 그레이, 닌닌저: 사스케, 큐레인저: 오오카미 블루 역)
- 임지연(킹오저: 마유타, 에다, 나가바짐, 이코마 리나, 기라 아역 및 얀마 가스토 아역/분붐저: 쿠라타 마이, 나이토 센지, 에도가와 레이카, 스테어, 니콜라 키도어 공주 역)
- 임채빈(여러 악역과 단역 및 젠카이저: 고시키다 카이토, 산조/돈브라더즈: 마스터 고시키다 카이토, 기사룡귀, 초력귀, 추신성, 지구귀, 고속귀, 전자귀(메가레인저), 닌자귀, 폭룡귀, 기자, 특수귀, 트레이너 역)
- 임하진(악역)
- 임혁(젠카이저: 가온/돈브라더즈: 소노자, 최용술, 마진귀, 사무라이귀, 도환기, 천장귀, 초수귀 역)
- 장미(쥬오우저: 쥬오우 샤크 역)
- 장서화(류소우저 : 디메볼케이노 외 단역/루팡패트: 데스트라/젠카이저: 투우 월드 역)
- 장예나(각종 아역/류소우저: 류소우 핑크, 기사룡 파키거루 & 치비거루 역)
- 장채연(돈브라더즈: 소노나, 아키/킹오저: 히메노 란 역)
- 장태혁(킹오저: 아카, 콜레, 지고쿠짐, 게로우짐, 이라가짐, 미논간 모즈, 거대 조리마 (10주년)/분붐저: 브레키 겐바, 화장실 구루마 / 화장실 구루마 리미티드, 박물관 소장, 군고구마 구루마, 작업원, 실장, 점원, 남학생 역)
- 정의택(각종 단역과 악역)
- 정의한(큐레인저 : 각종 악역과 단역/류소우저 : 모사렉스, 섀도우 랩터 외 여러 단역과 악역/돈브라더즈: 모모타니 지로, 타도코로 산조/분붐저: 글러브 구루마 역)
- 정주원(쿄류저, 토큐저: 많은 단역과 악역/쥬오우저: 쥬오우 엘리펀트 역)
- 조경이(고카이저: 고카이 핑크 역)
- 채민지(고버스터즈: 레드 버스터 아역/쿄류저: 현신 라큐로 역)
- 채민혁(분붐저: 청소기 구루마 / 청소기 구루마 2 / 합체 냉장청소 구루마, 목사, 화석 구루마, 뷴 디젤, 텐트 구루마, 네온 구루마, 남자 손님, 경찰, 보물상자 구루마, 2대 고마수 구루마 역)
- 최낙윤(가오레인저: 가오 블랙/그외의 단역 및 젠카이저: 브룬, 쿠타이터, 문어 아저씨 역)
- 최현수(루팡&패트레인저: 루팡 블루/외의 많은 악역)
- 황창영(토큐저, 닌닌저: 많은 악역/쥬오우저: 쥬오우 이글 역)

### 대교방송&EBS&CBS 성우극회
- 권영호(고카이저: 단역)
- 권인지(보우켄저, 게키레인저: 단역)
- 민승우(류소우저: 류소우 골드, 기사룡 프테라돈 역)
- 민응식(보우켄저 극장판: 아카시 사토루의 아버지/고세이저: 로보고그/킹오저: 코사스 하스티, 라이네올 역)
- 박민기(젠카이저: 깜짝상자 월드 역)
- 윤미나(게키레인저: 게키 옐로 역)
- 엄상현(마지레인저: 악역/고온저: 고온 그린, 염신 바르카/류소우저: 류소우 레드/킹오저: 우충왕 다그데드 두자르단 역)
- 이상준(분붐저: 한도 타이야 역)
- 이상헌(게키레인저: 엘리펀 킹포/고카이저:유키 가이/쥬오우저: 지니스/킹오저: 세바스찬/분붐저: 축구협회 회장 역)
- 이소영(마지레인저: 악역)
- 이영아(보우켄저: 바람의 시즈카 역)
- 이주희(게키레인저: 바다의 권마 라게크, 마사키 미키 역)
- 전광주(보우켄저: 변신기 음성/게키레인저: 게키 블루, 바에/쿄류저: 쿄류 골드 역)
- 전태열(마지레인저: 마지 옐로/고카이저: 고카이 그린/고버스터즈: 진 마사토/분붐저: 디스레이스 역)
- 정영웅(고온저: 염신대장군/큐레인저: 오우시 블랙 역)
- 최향윤(마지레인저: 마지 블루 역)
- 한만중(젠카이저: 문 월드, 망개떡 월드 역)
- 홍승표(가오레인저: 우라 역)

### 투니버스 성우극회
- 김기흥(많은 악역, 단역 및 게키레인저의 게키 쵸퍼 역)
- 김동현(분붐저: 아쿠세 죠, 사무장 역)
- 김명준(쥬오우저: 쥬오우 더 월드 역)
- 김선혜(아바레인저: 파괴의 사도 잔느, 마로호 역)
- 김신우(젠카이저: 연애 월드 역)
- 김장(데카레인저: 데카 레드/쿄류저: 쿄류 레드 역)
- 김효선(데카레인저: 시라토리 스완 역)
- 류점희(닌닌저: 시로 닌자 역)
- 박만영(아바레인저: 무한의 사도 보파 역)
- 박성태(가오레인저: 가오 레드)
- 서윤선(아바레인저: 아바레 킬러/데카레인저: 데카 그린)
- 손수호(분붐저: 안테나 구루마 역)
- 손종환(아바레인저: 티라노사우르스 외 각종 악역 및 고온저: 쟝 보웨일 역)
- 시영준(마지레인저: 마지 울저드/고온저: 요고시마크리타인/킹오저; 데즈나로크 역)
- 신용우(아바레인저: 아바 레드/데카레인저: 단역들/보우켄저: 보우켄 블랙/게키레인저: 론/고온저: 고온 골드, 젯 토라스, 방아쇠 반기 역)
- 여민정(전대 미출연 멤버)
- 윤여진(데카레인저: 데카 핑크 역)
- 이병욱(아바레인저: 야츠덴와니, 브라키오사우르스/데카레인저: 상관, 헬헤븐, 베일든, 이가로이드, 메테우스, 봉고블린, 지바, 보라페노, 분타, 얌, 고라체크, 돈비앙코, 브라우골, 제리피스 역)
- 이상호(젠카이저: 만화 월드, 테니스 월드 역)
- 이용신(마지레인저: 마지 핑크 역)
- 이자명(아바레인저: 여명의 사도 리제 역)
- 이주창(아바레인저: 아바레 블랙/쿄류저: 쿄류 블랙 역)
- 이지영(데카레인저: 데카 옐로 역)
- 이호산(루팡&패트레인저: 루팡 X/패트렌 X 역)
- 이희수(아바레인저: 트리케라톱스 (초반부) 역)
- 정명준(아바레인저: 아바레 블루 역)
- 정선혜(마지레인저: 악역)
- 정유미(아바레인저: 안킬로베일스, 데카레인저: 데카 브라이트외 단역)
- 정혜옥(아바레인저: 파키케로너클스 역)
- 주자영(아바레인저: 여러 단역 및 데카레인저: 여러 단역)
- 최승훈(고버스터즈: 사쿠라다 히로무 역)
- 최재호(고카이저: 천화성 료/킹오저: 글로디 로이코디움 역)
- 최준영(데카레인저: 데카 브레이크 역)
- 한신정(아바레인저: 에미리, 트리케라톱스 (후반부) 역)
- 한채언(아바레인저: 아바레 옐로 역)
- 현경수(가오레인저: 가오 블루 역/아바레인저: 디메노코돈, 데스모조리아, 가일톤 및 고카이저: 현상금 사냥단 키아이도 역)
- 홍범기(아바레인저: 파라사로키루 외 각종 악역 및 게키레인저: 게키 레드, 대지의 권마 마크 역)
- 홍승효(젠카이저: 할로윈 월드, 다이아몬드 월드/돈브라더즈: 소노이, 스즈키 하루오, 쾌도귀, 해적귀, 오노 미노루, 공룡귀, 오성귀, 정양은, 수권귀, 대귀, 김은호, 천장귀)

1. ↑  그대신 자진 변형이 가능하다.
2. ↑  한때 자이언트 킹이라고 나왔는데 캐리건킹으로 바뀌었다.